# Biserica Botezul Domnului din Săcădate

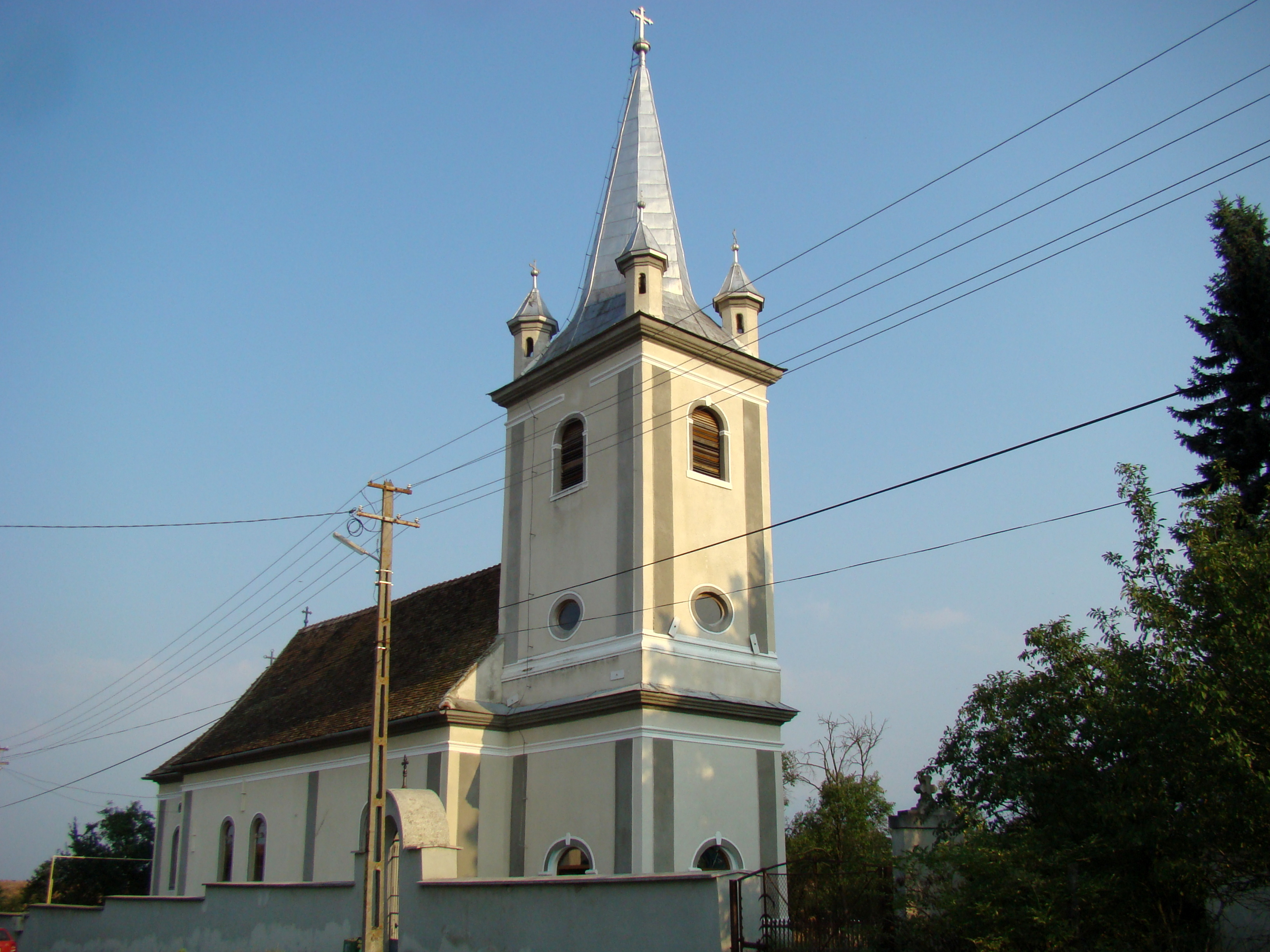
Biserica „Botezul Domnului” din Săcădate (august 2013)

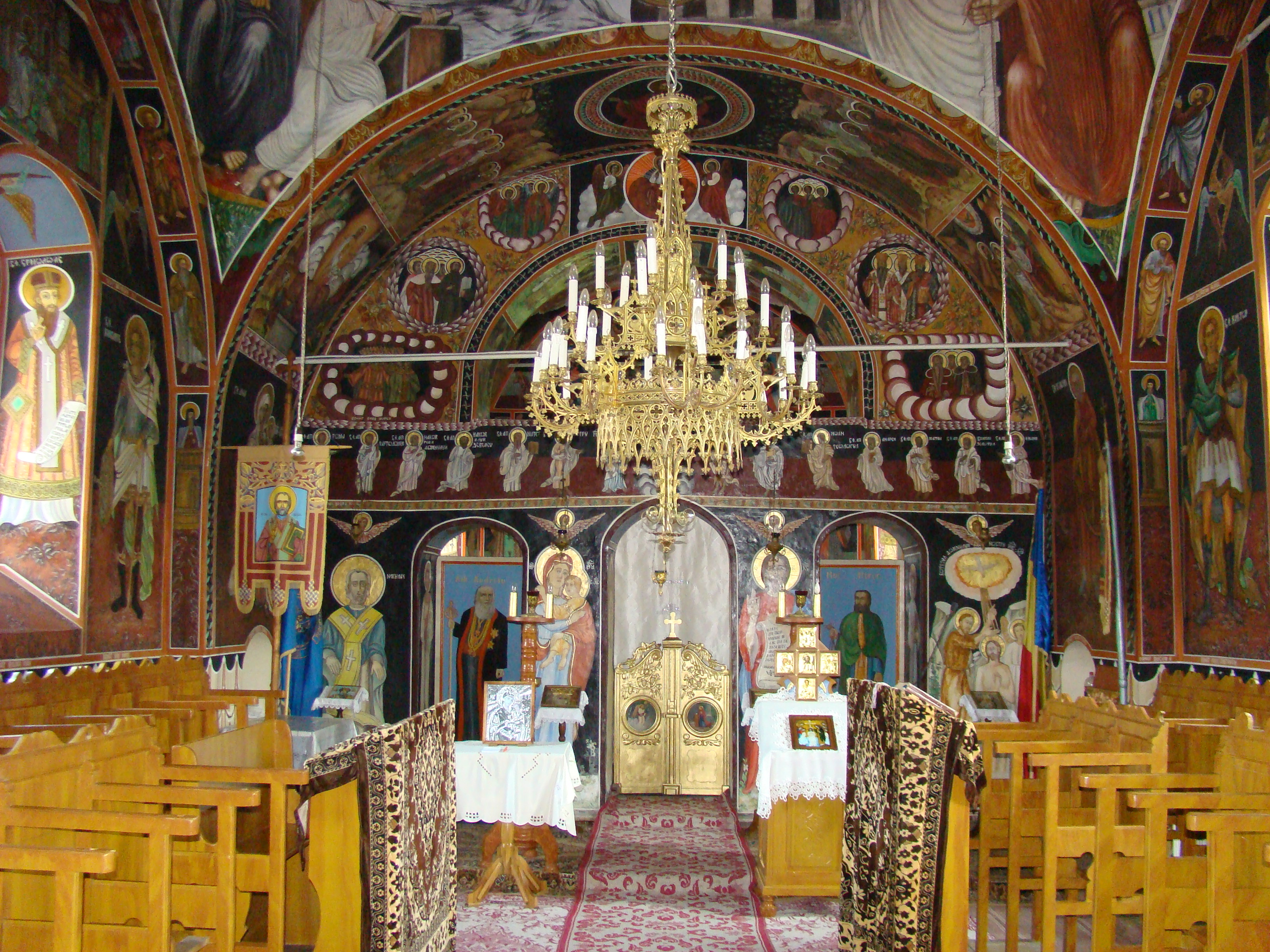
Nava spre iconostas

Biserica „Botezul Domnului” din Săcădate, localitate ce aparține orașului Avrig, județul Sibiu, a fost construită în anul 1794. Lăcașul de cult figurează pe lista monumentelor istorice 2015, cod LMI SB-II-m-B-12533.

## Istoric și trăsături
Biserica cu hramul „Botezul Domnului" din Săcădate este atestată documentar din anul 1794, de când datează nava și absida altarului. Turnul de pe fațada vestică a fost construit în anul 1913. Este bogat împodobită pictural la interior.
Între anii 1998-2006 biserica a trecut prin ample lucrări de reparații: lucrări de refacere a picturii, renovări la tencuiala exterioară, au fost înlocuite ferestrele și ușile, s-au executat trotuare înconjurătoare și s-a refăcut zidul împrejmuitor, s-a schimbat instalația de alimentare cu energie electrică. La încheierea lucrărilor, biserica a fost resfințită în cursul același an, 2006.

## Imagini din exterior

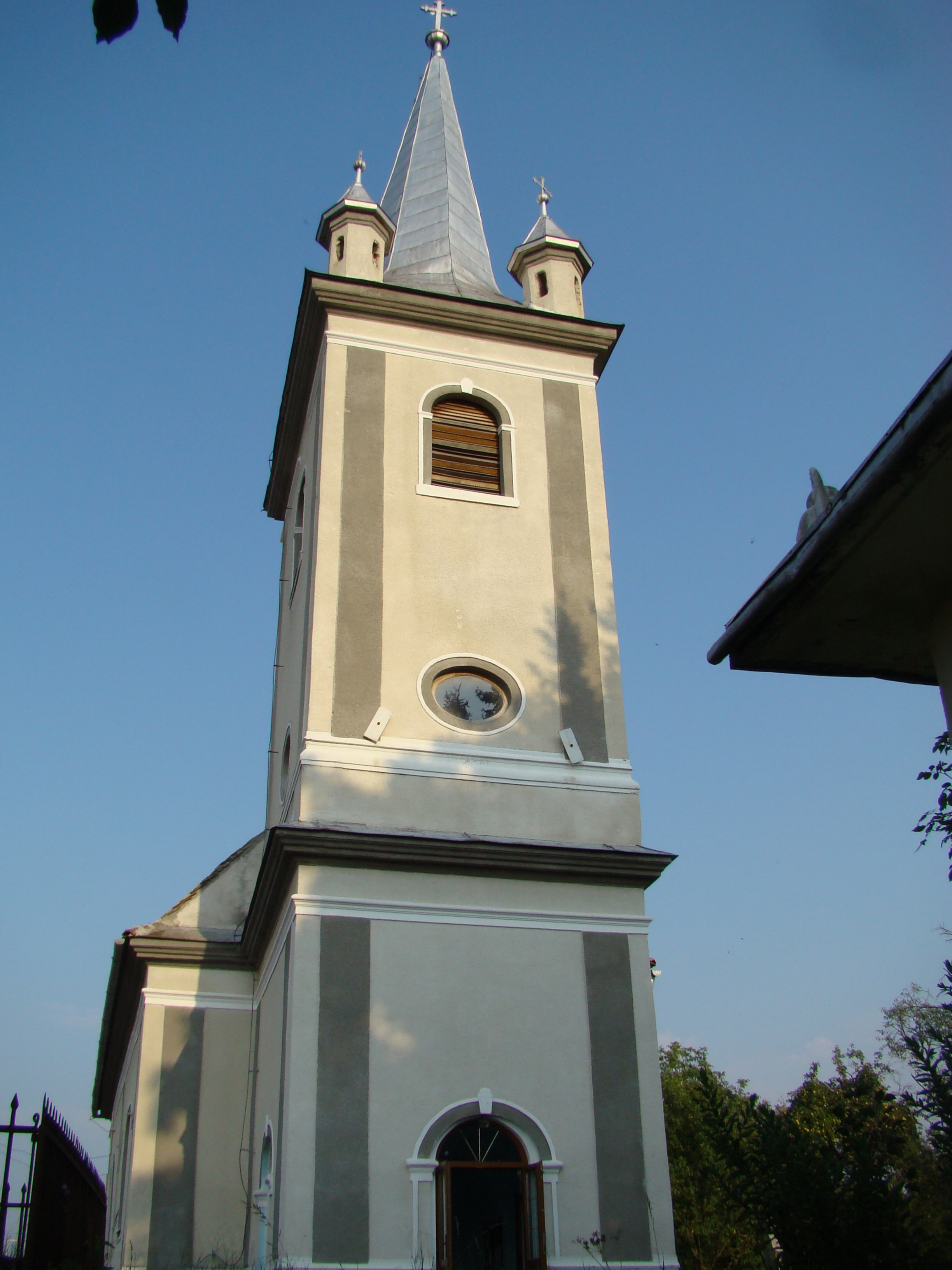
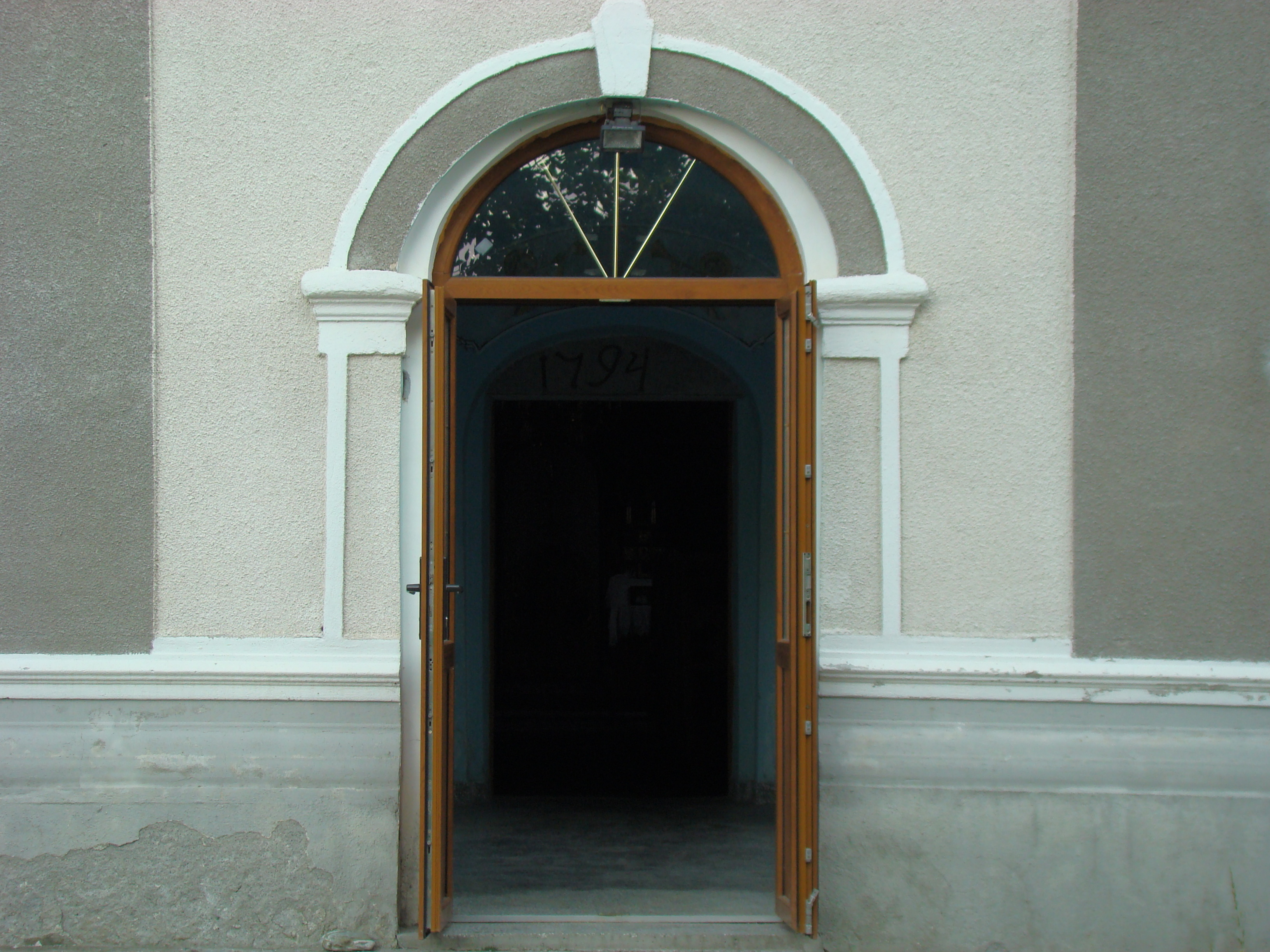
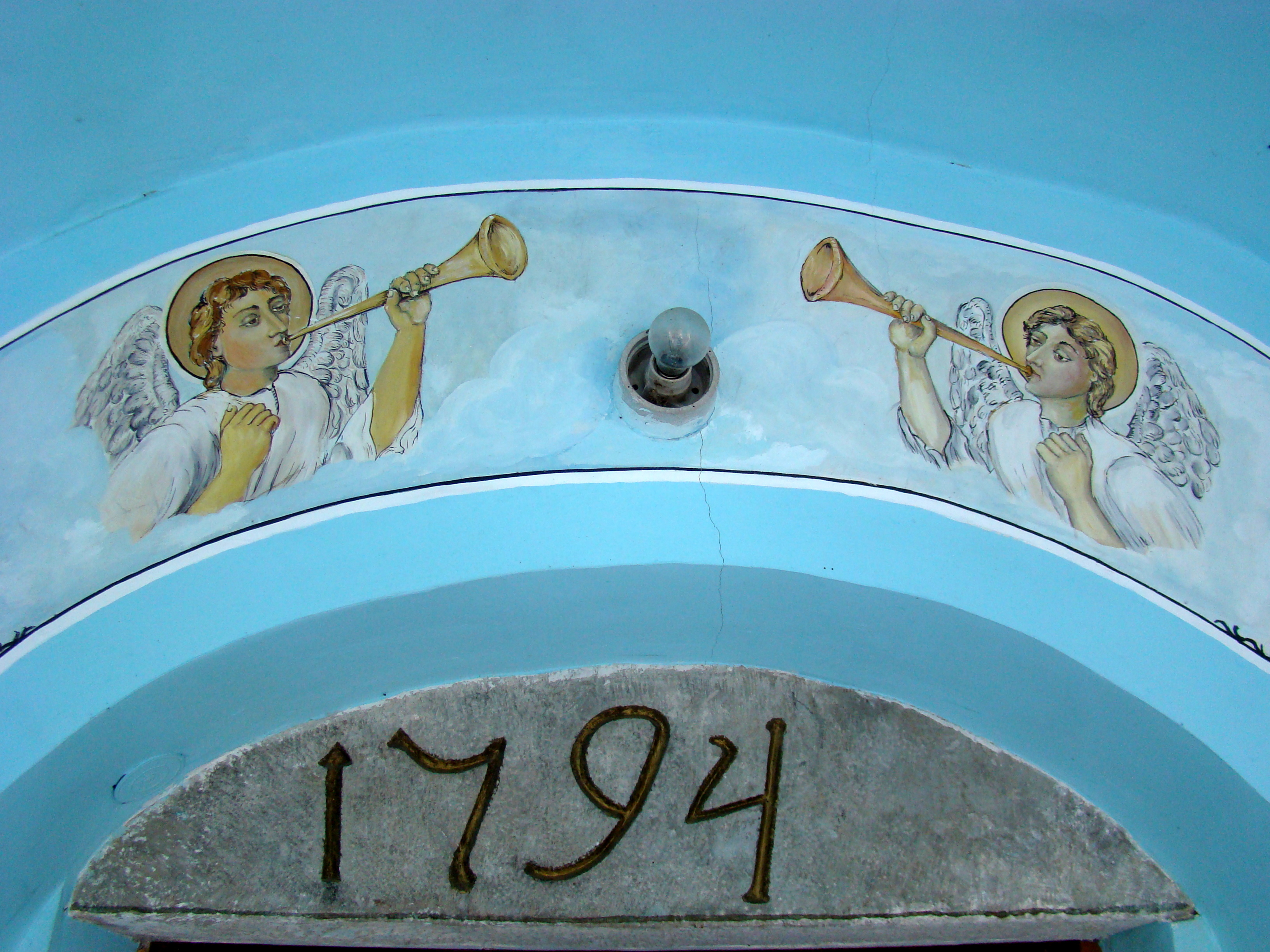
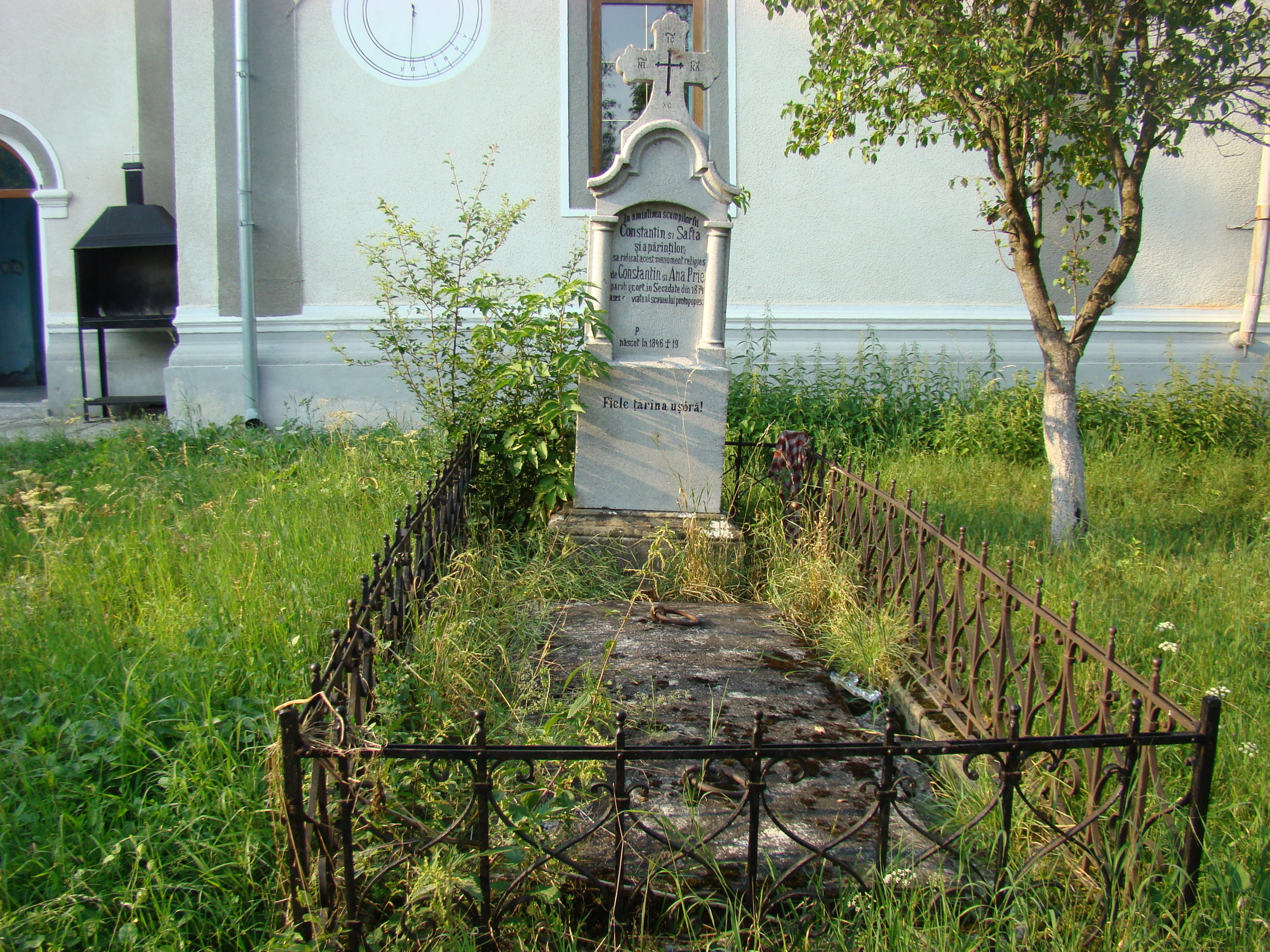
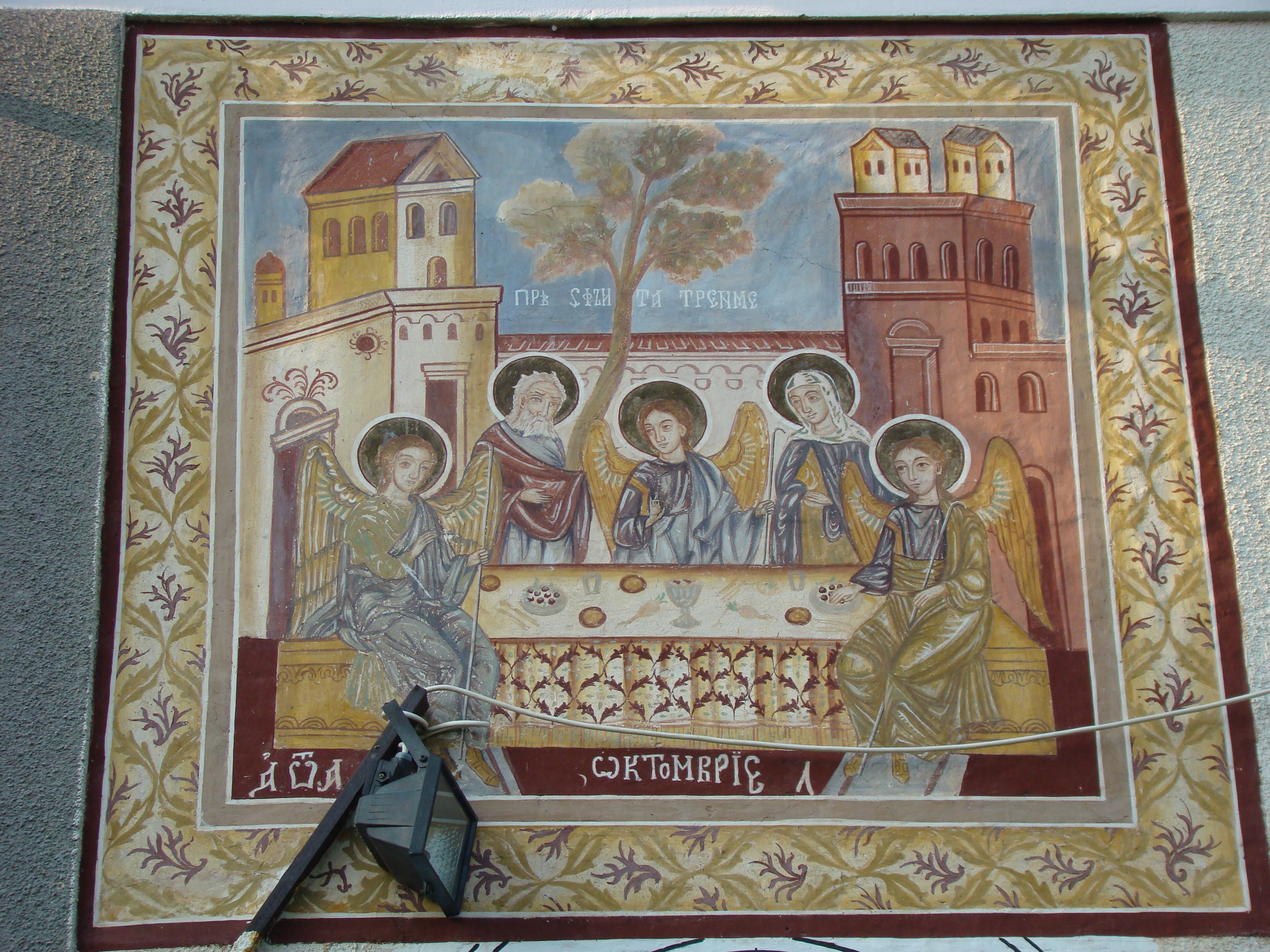
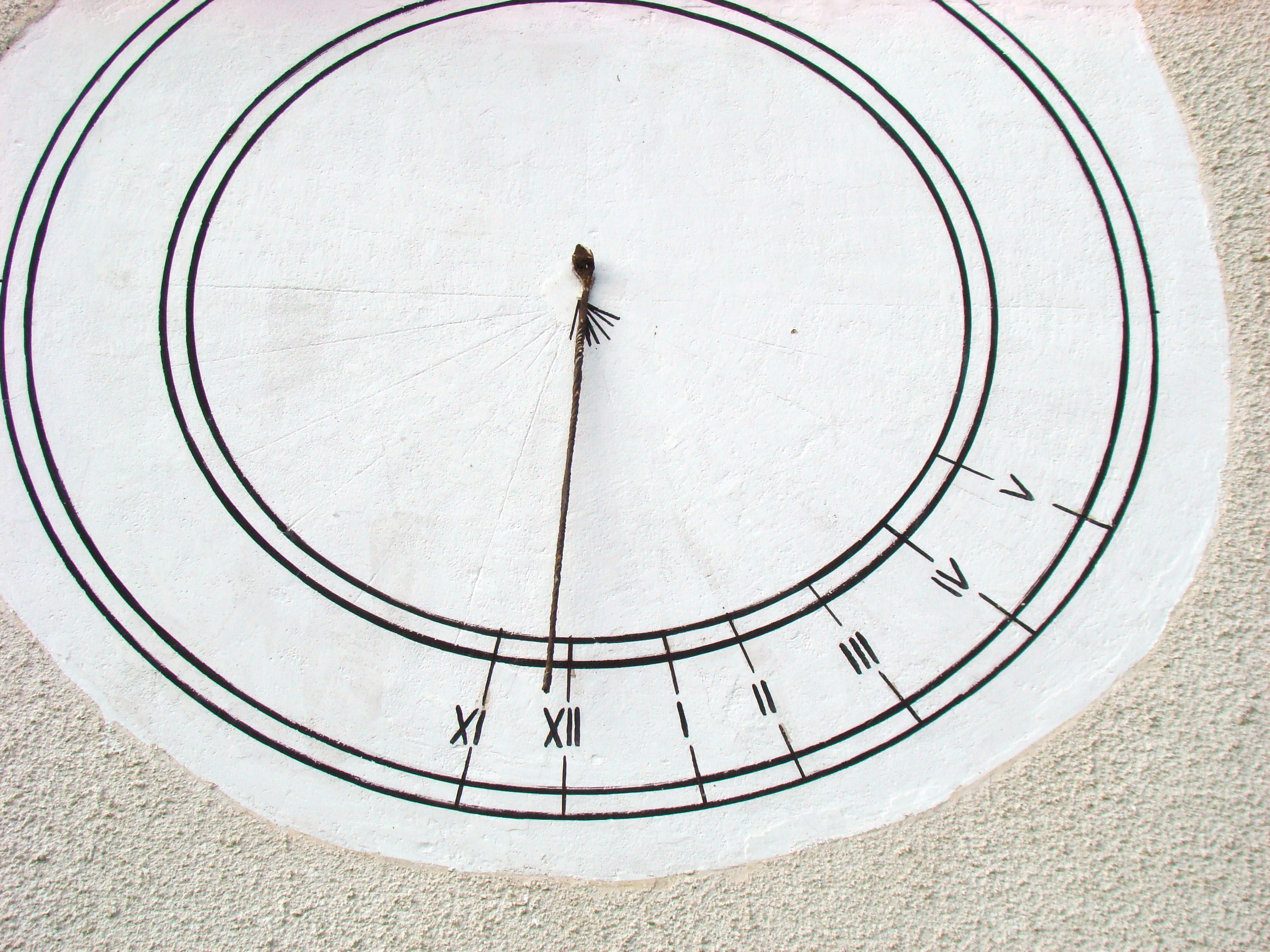
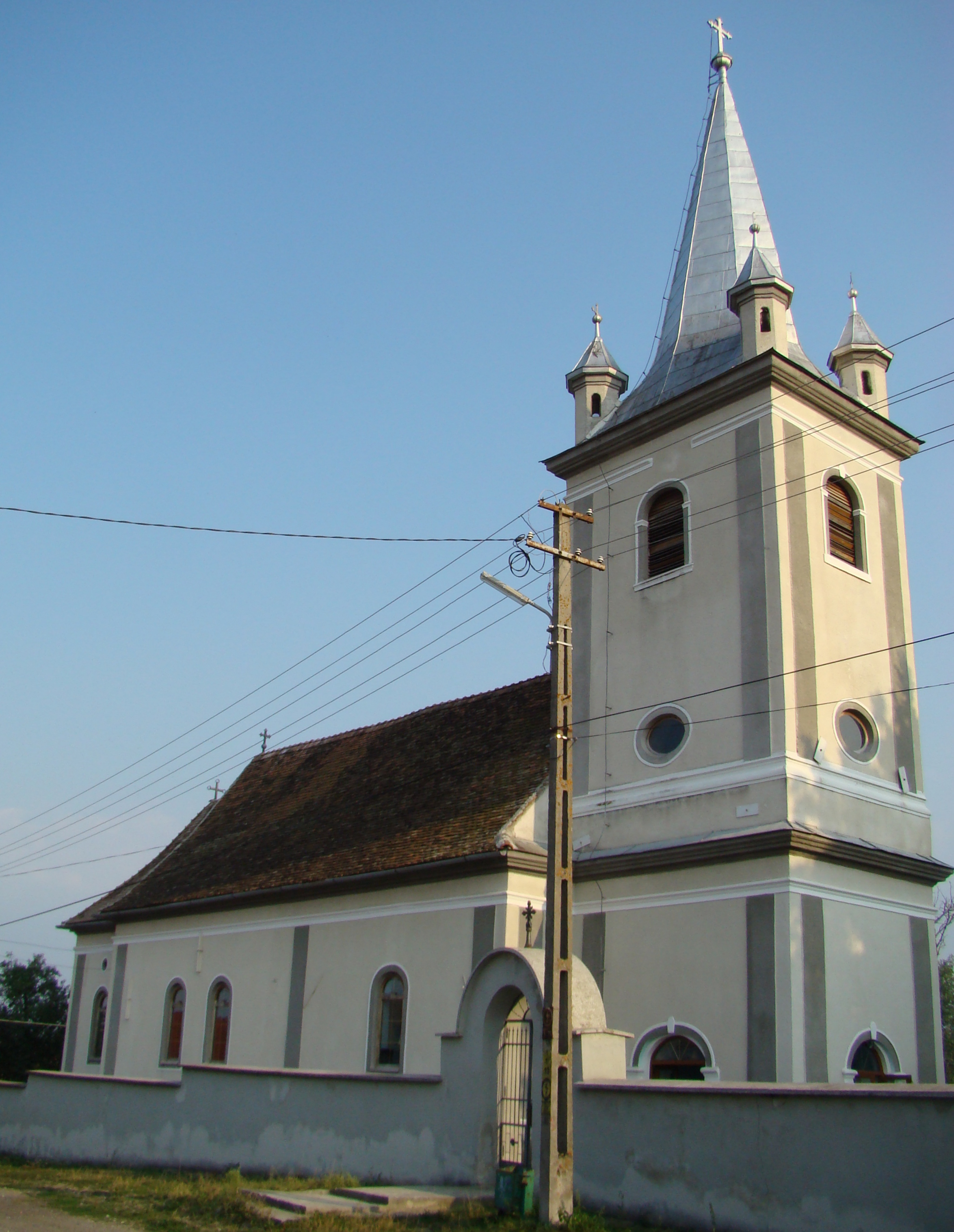
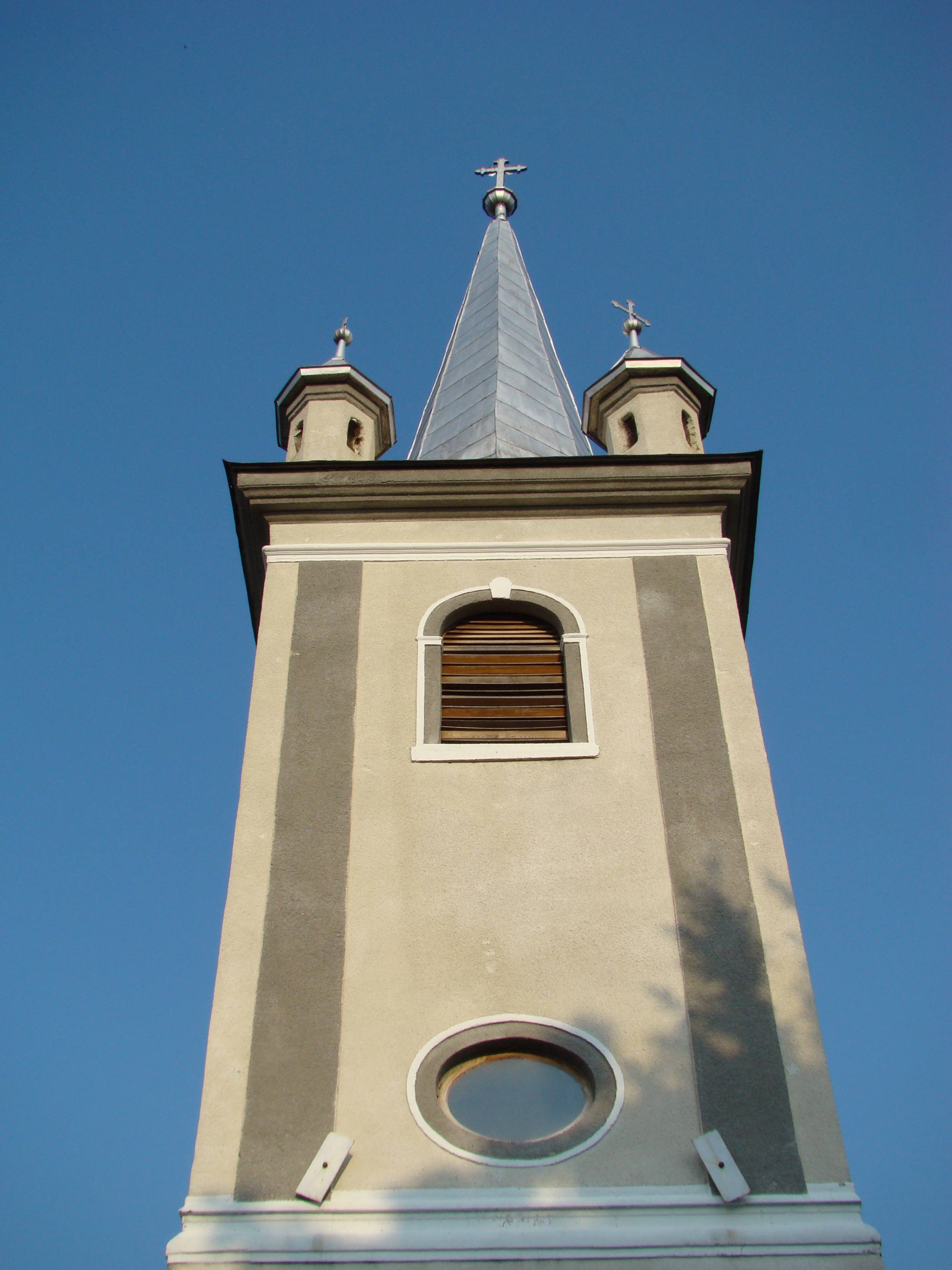
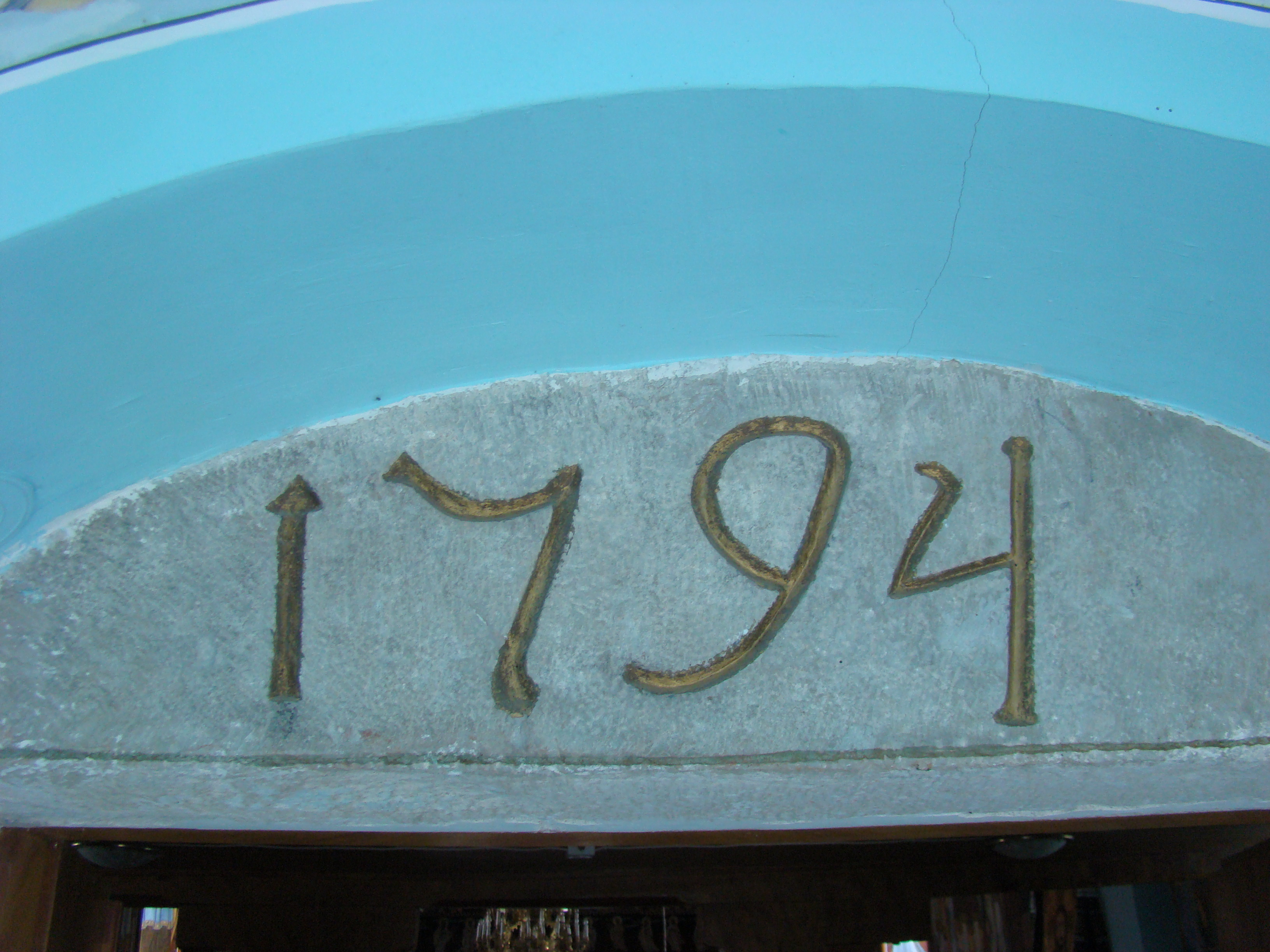
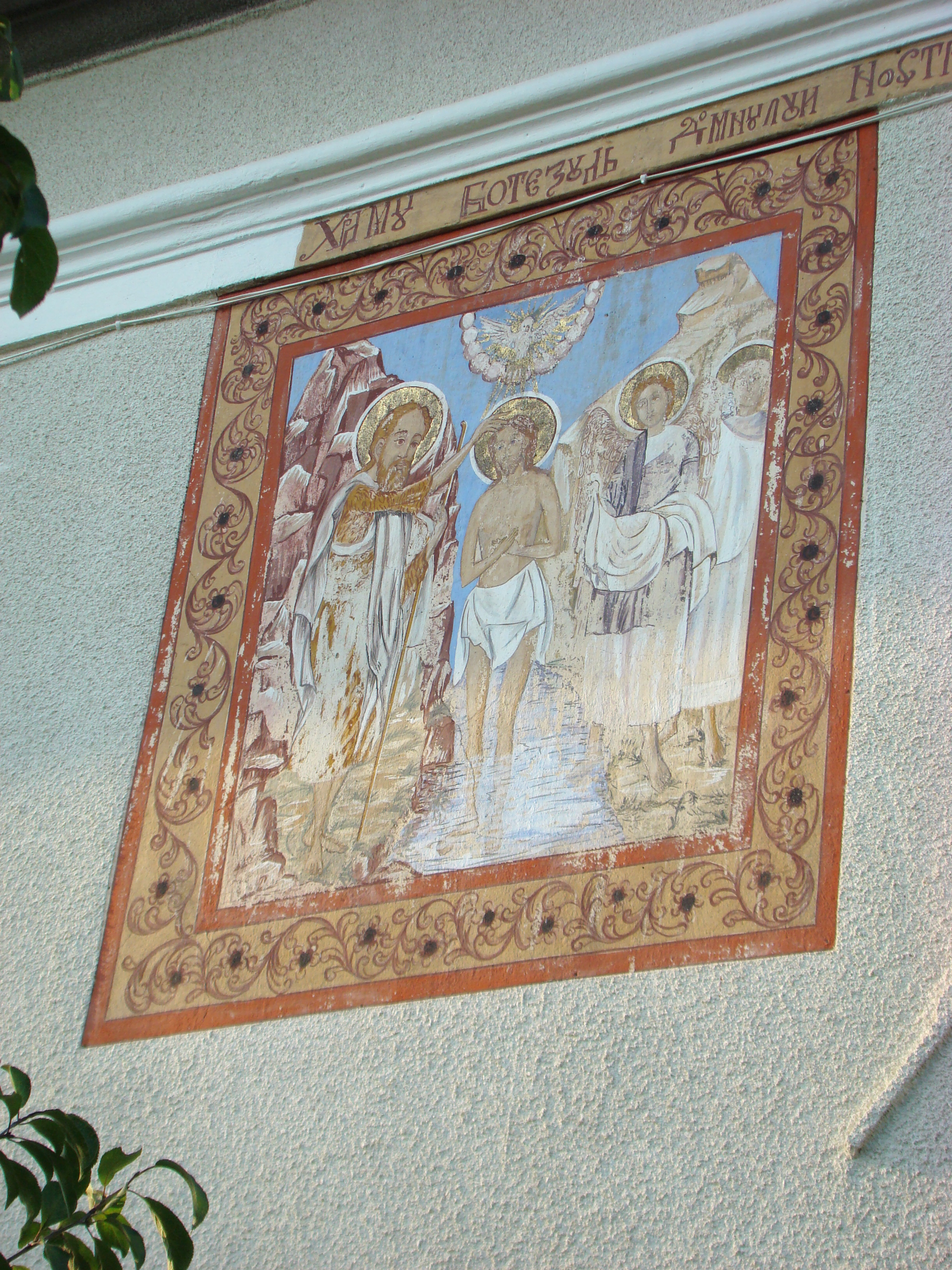
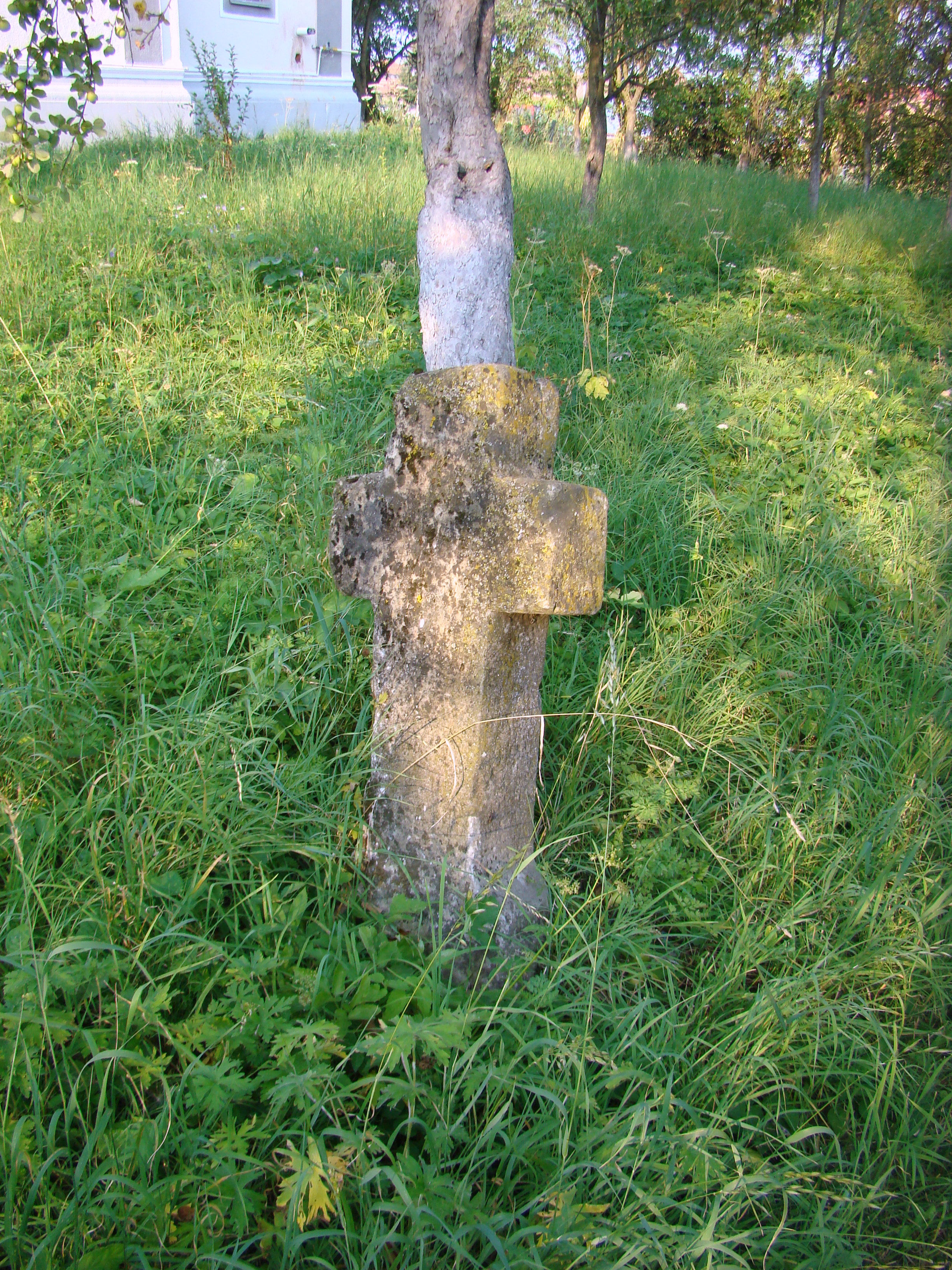

## Imagini din interior

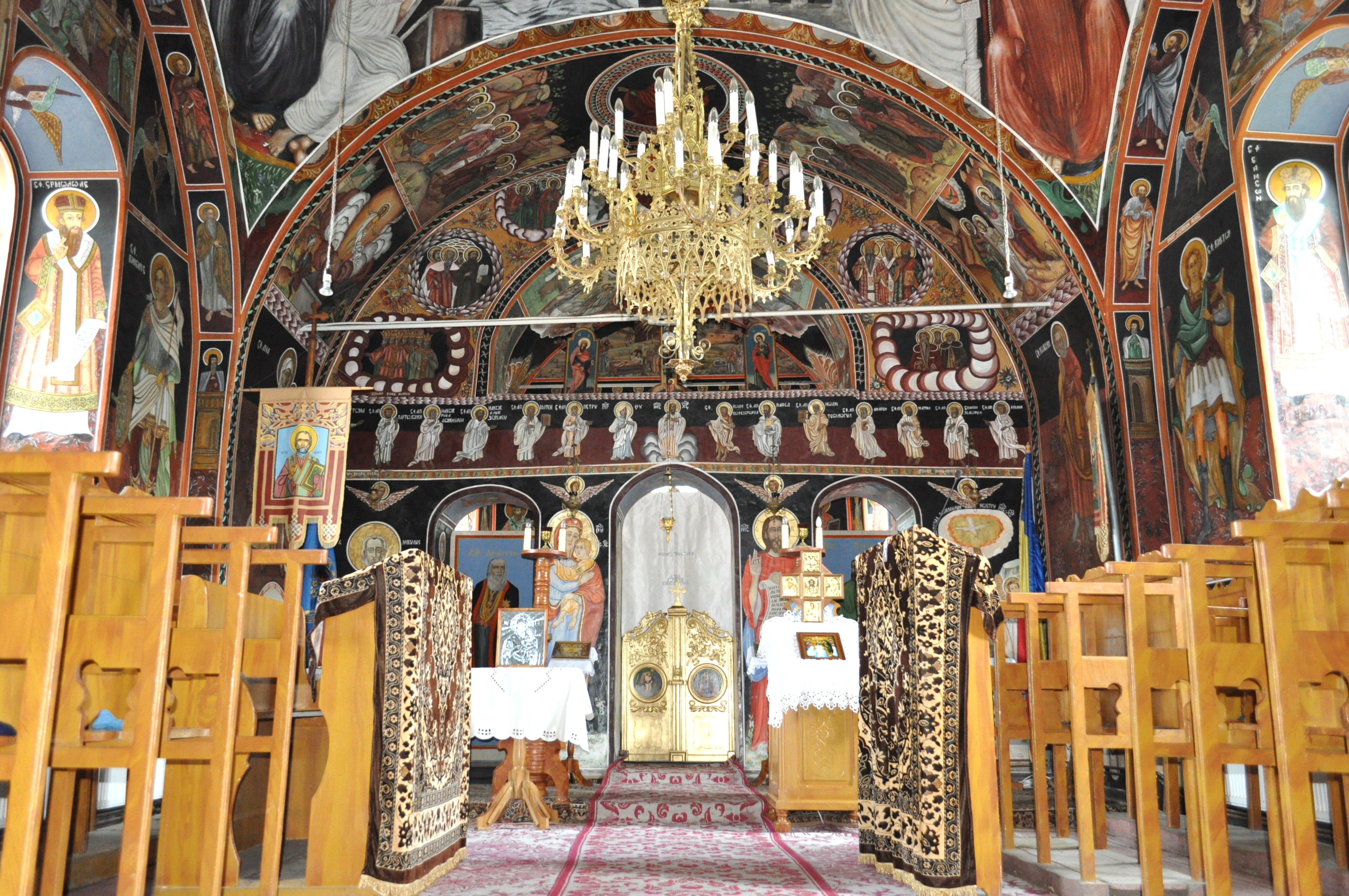
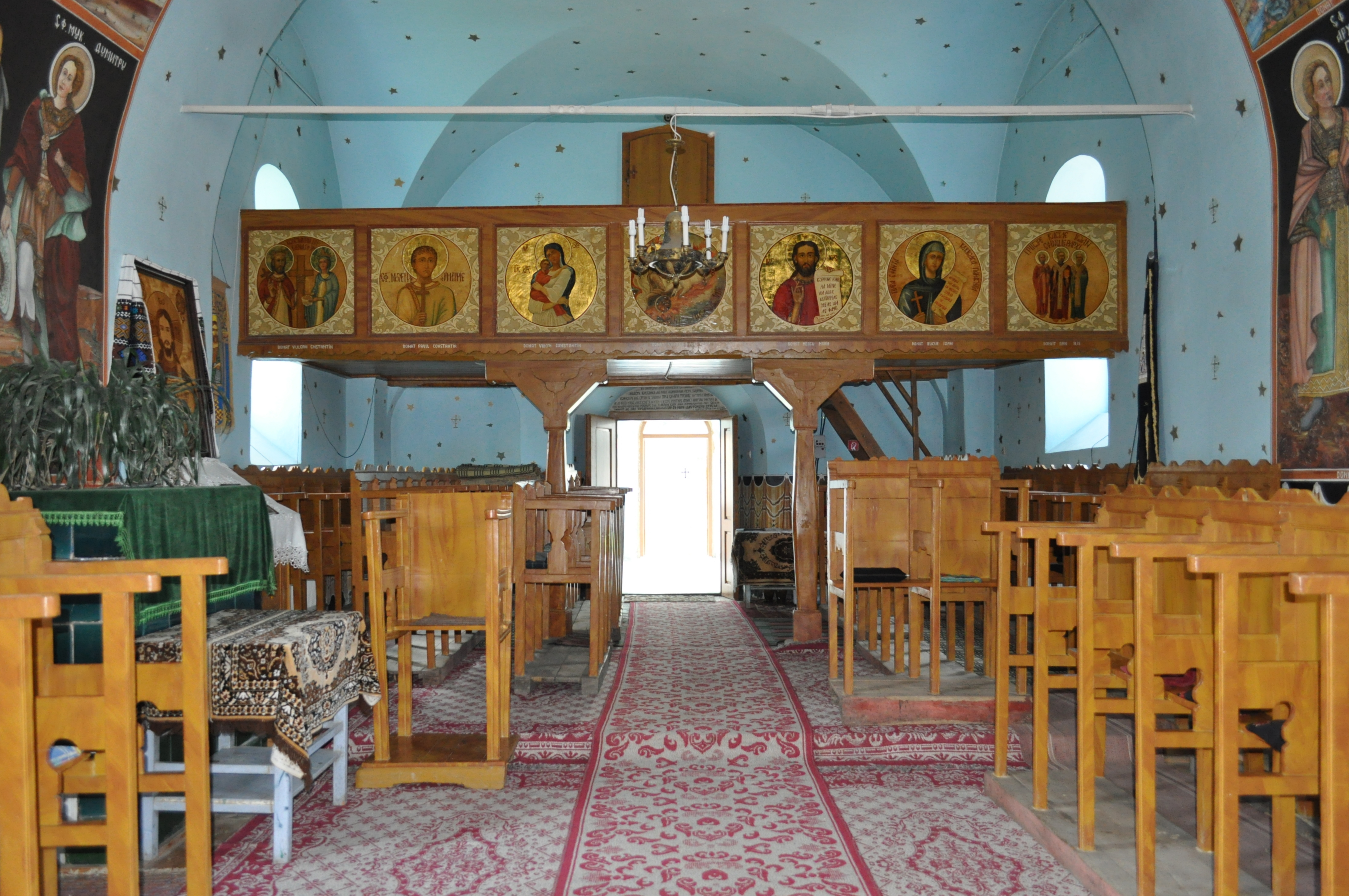
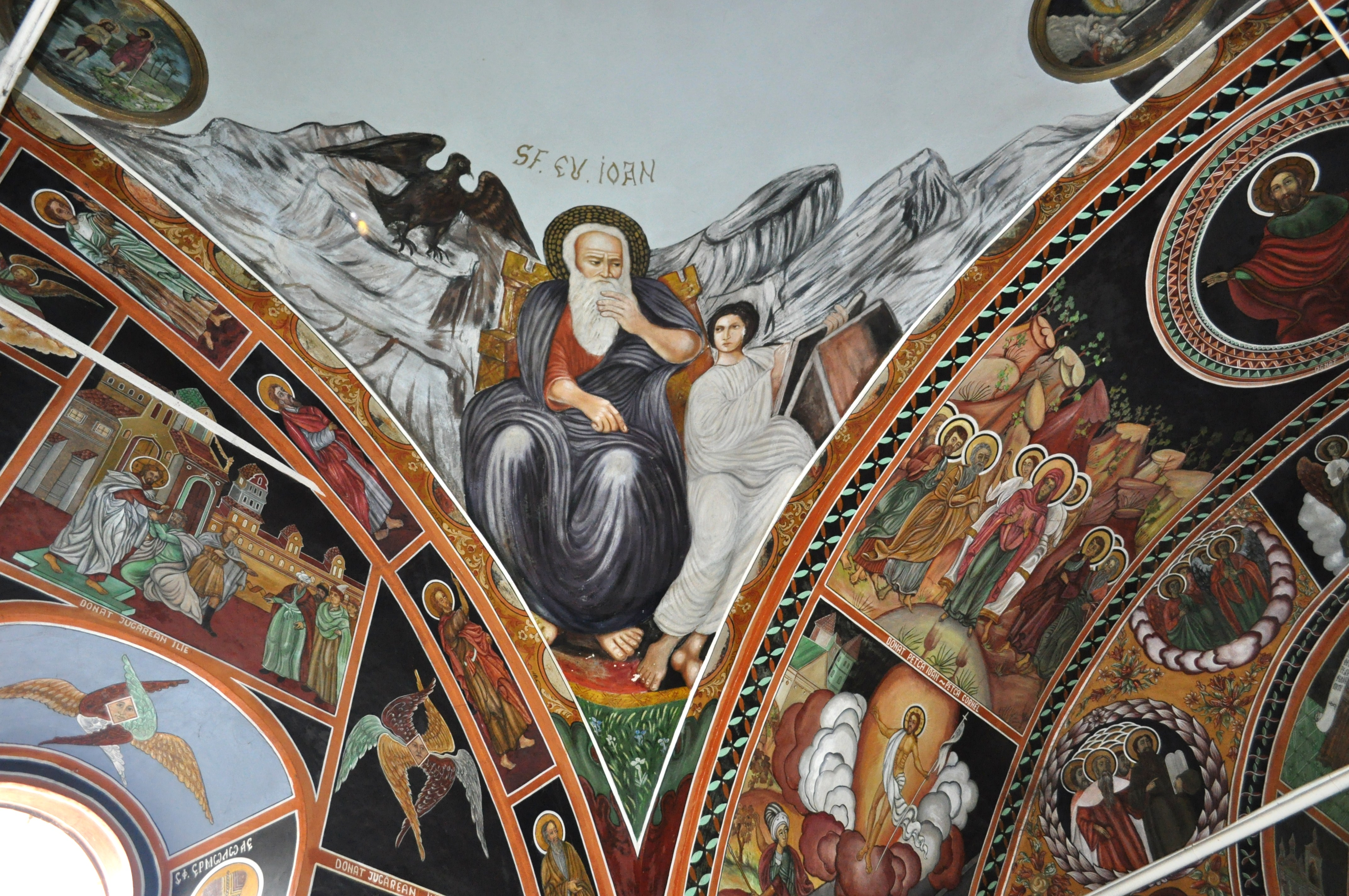
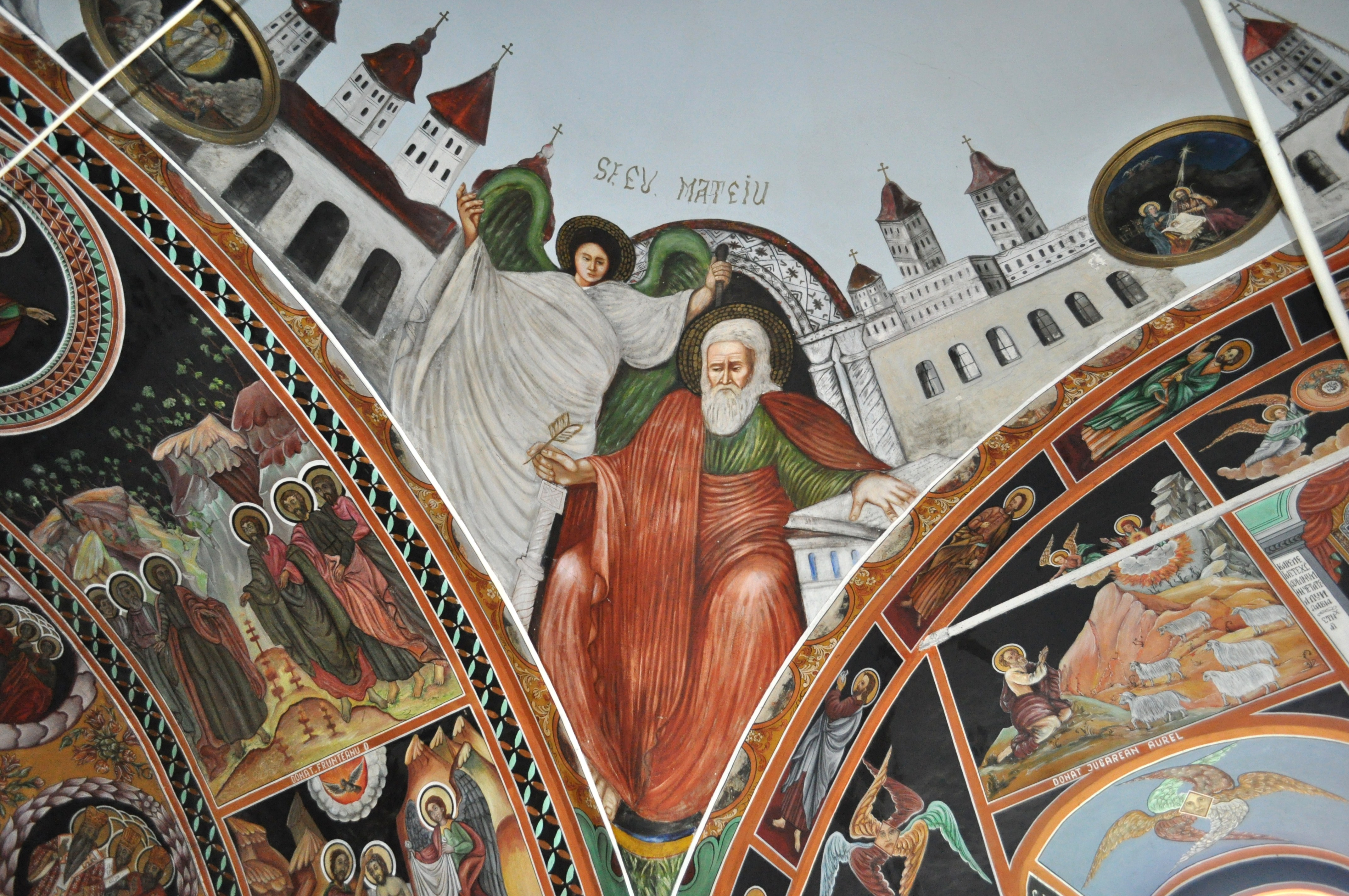
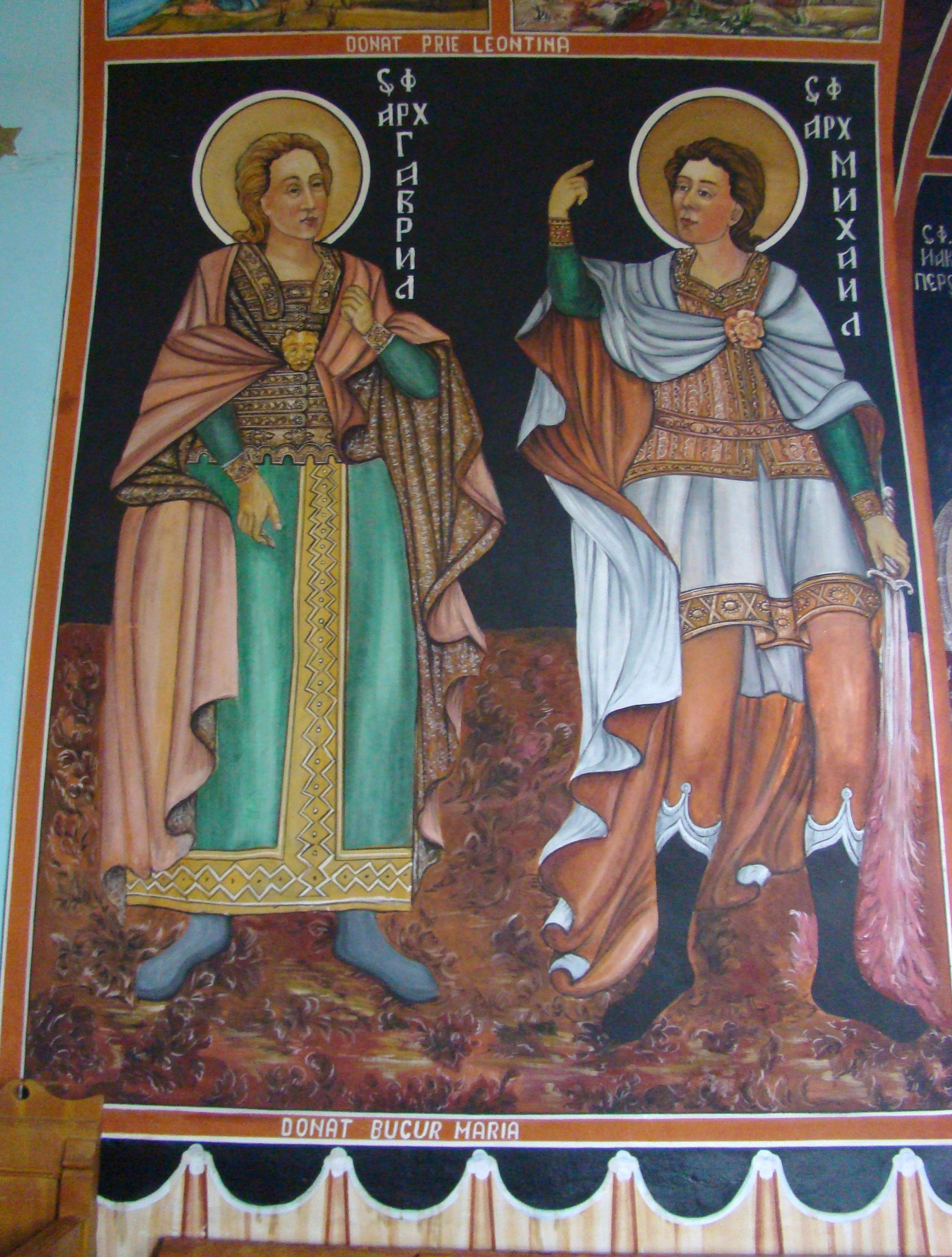
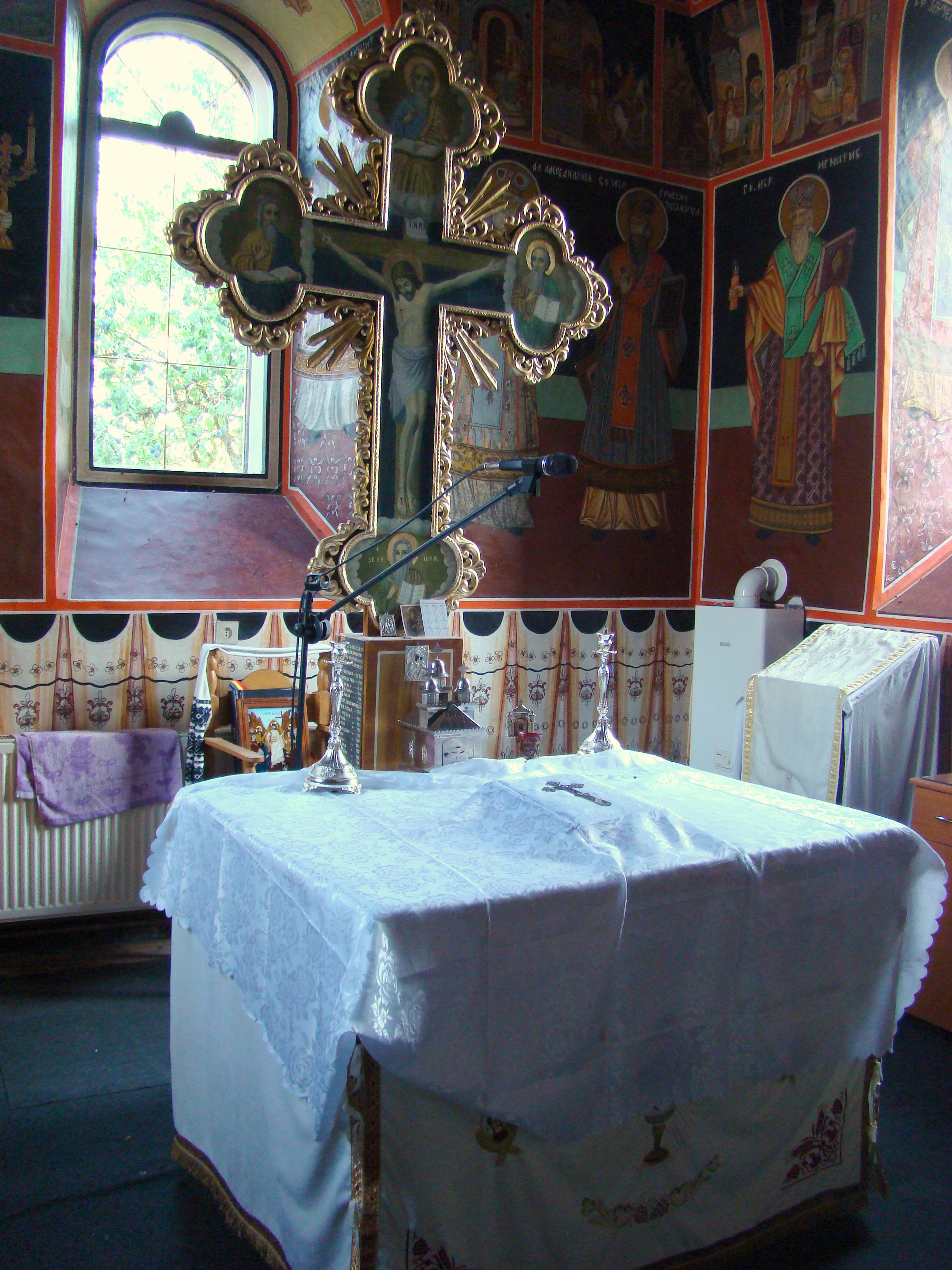
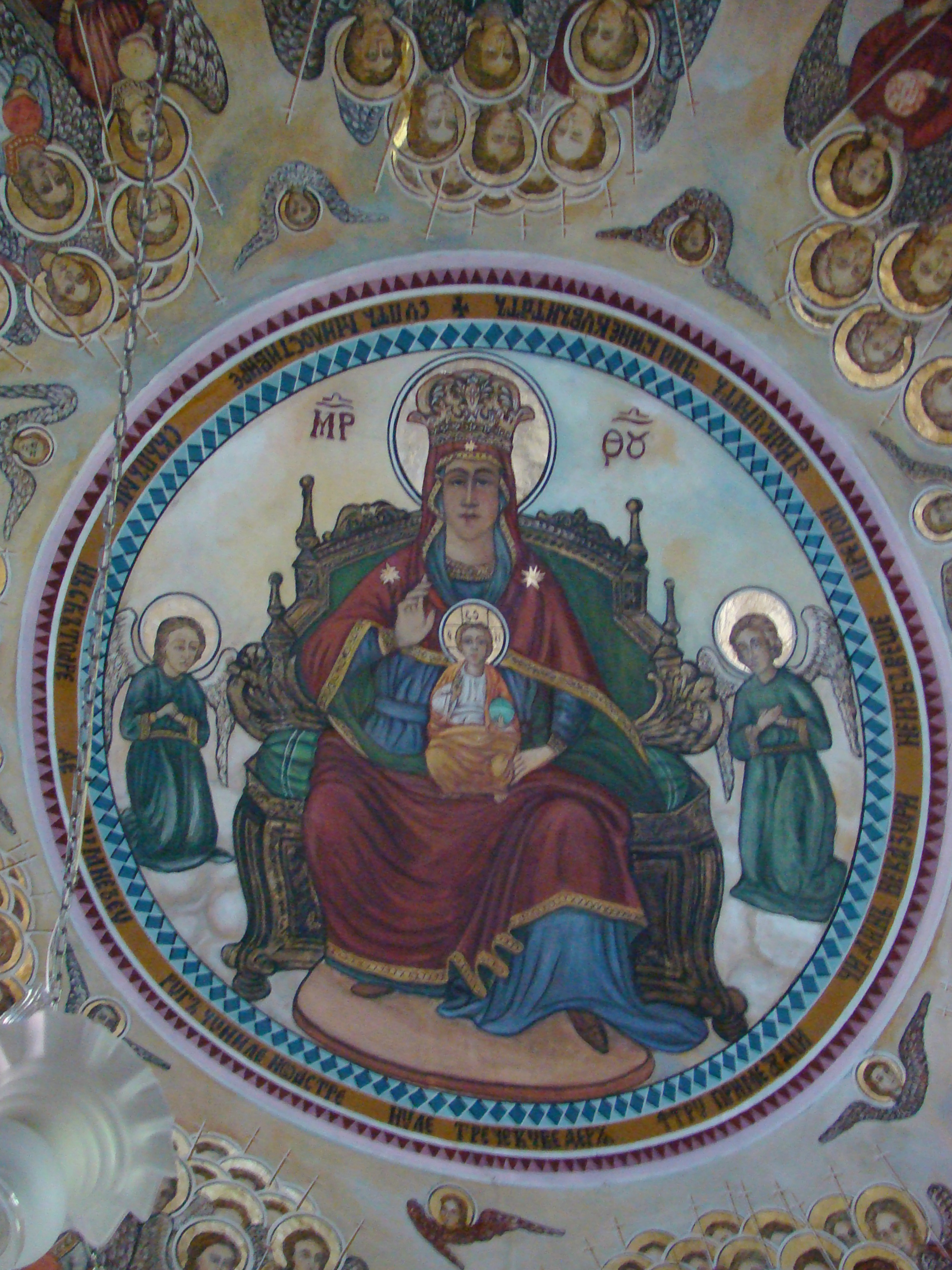
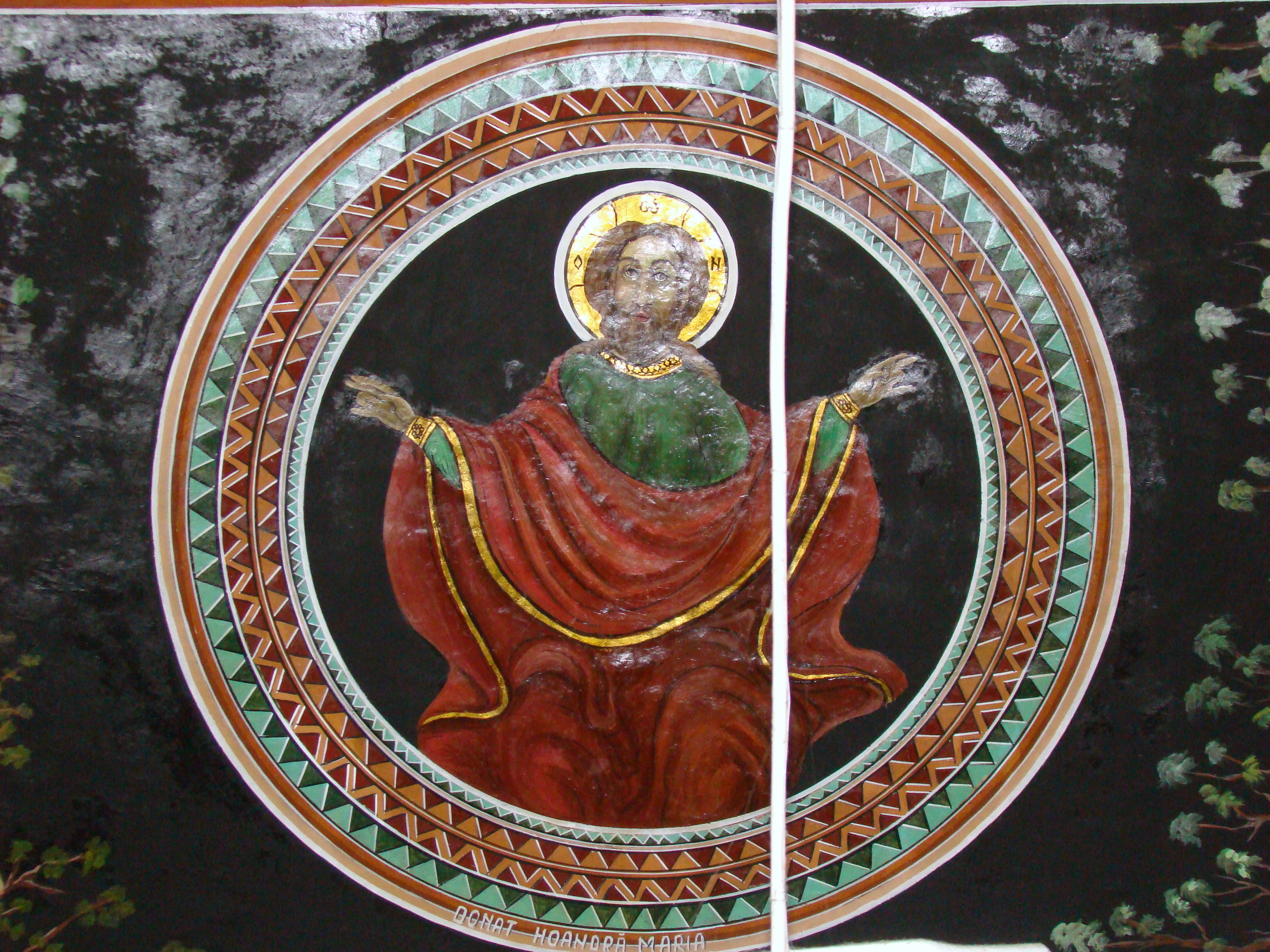
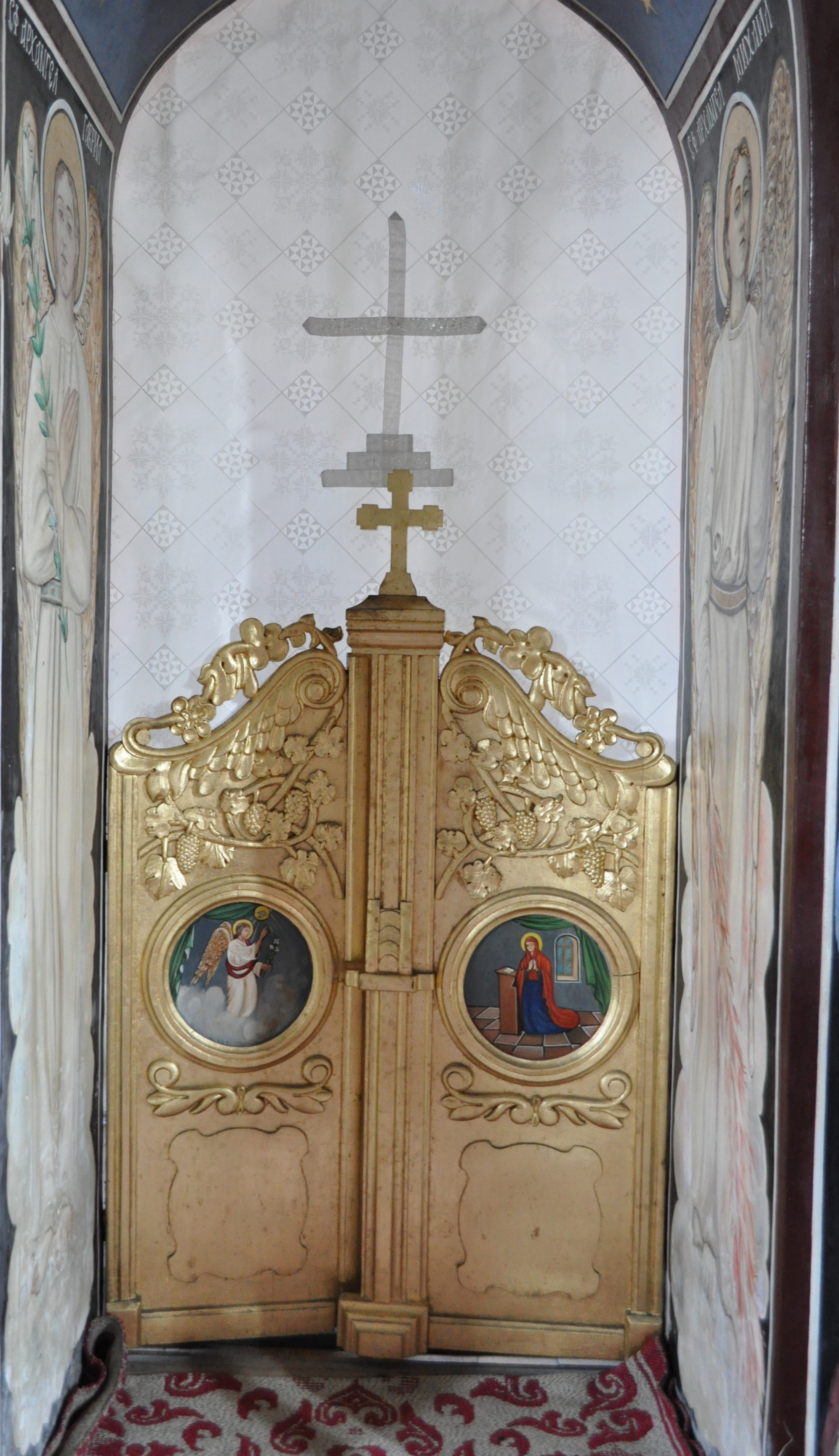
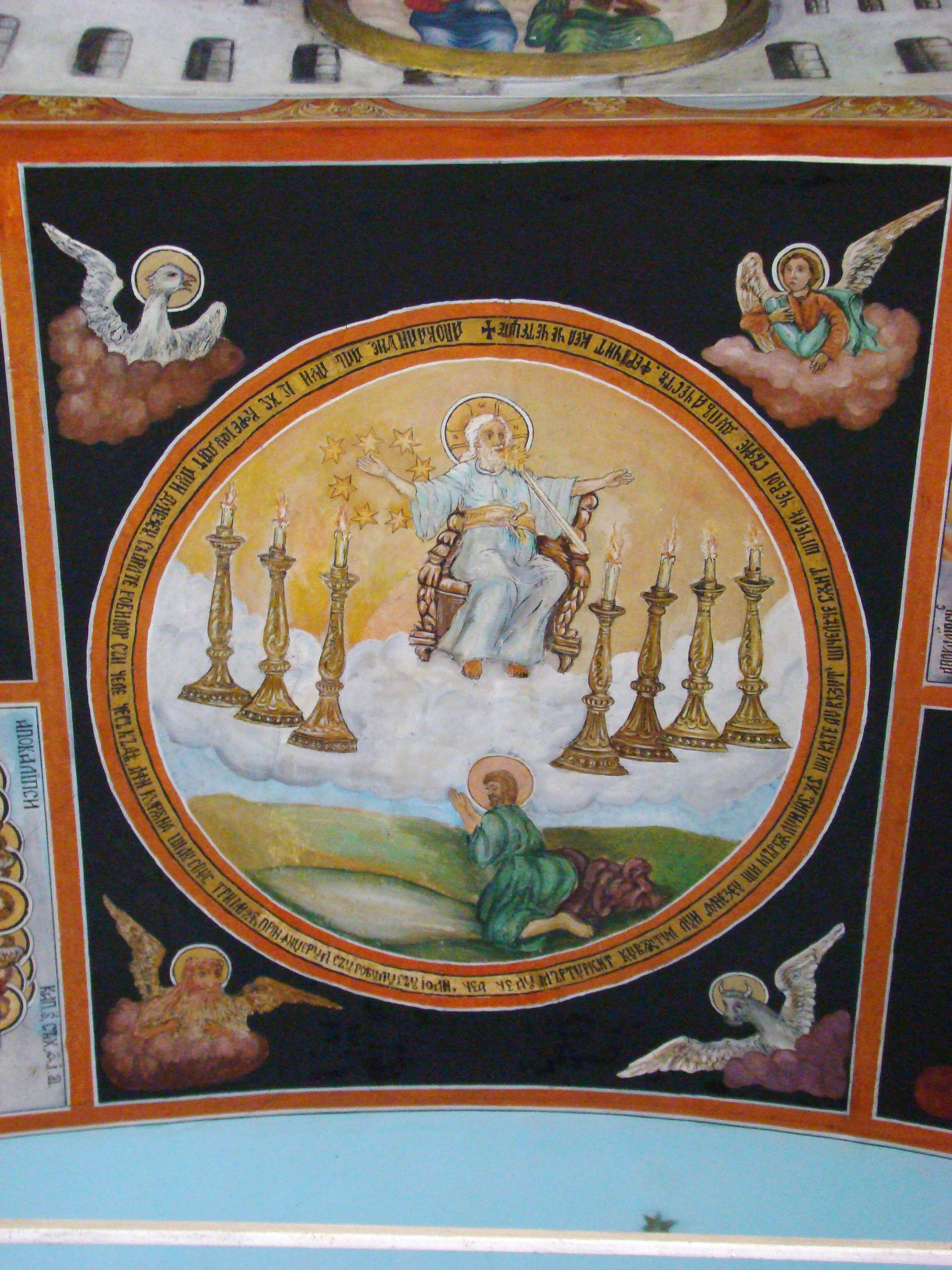
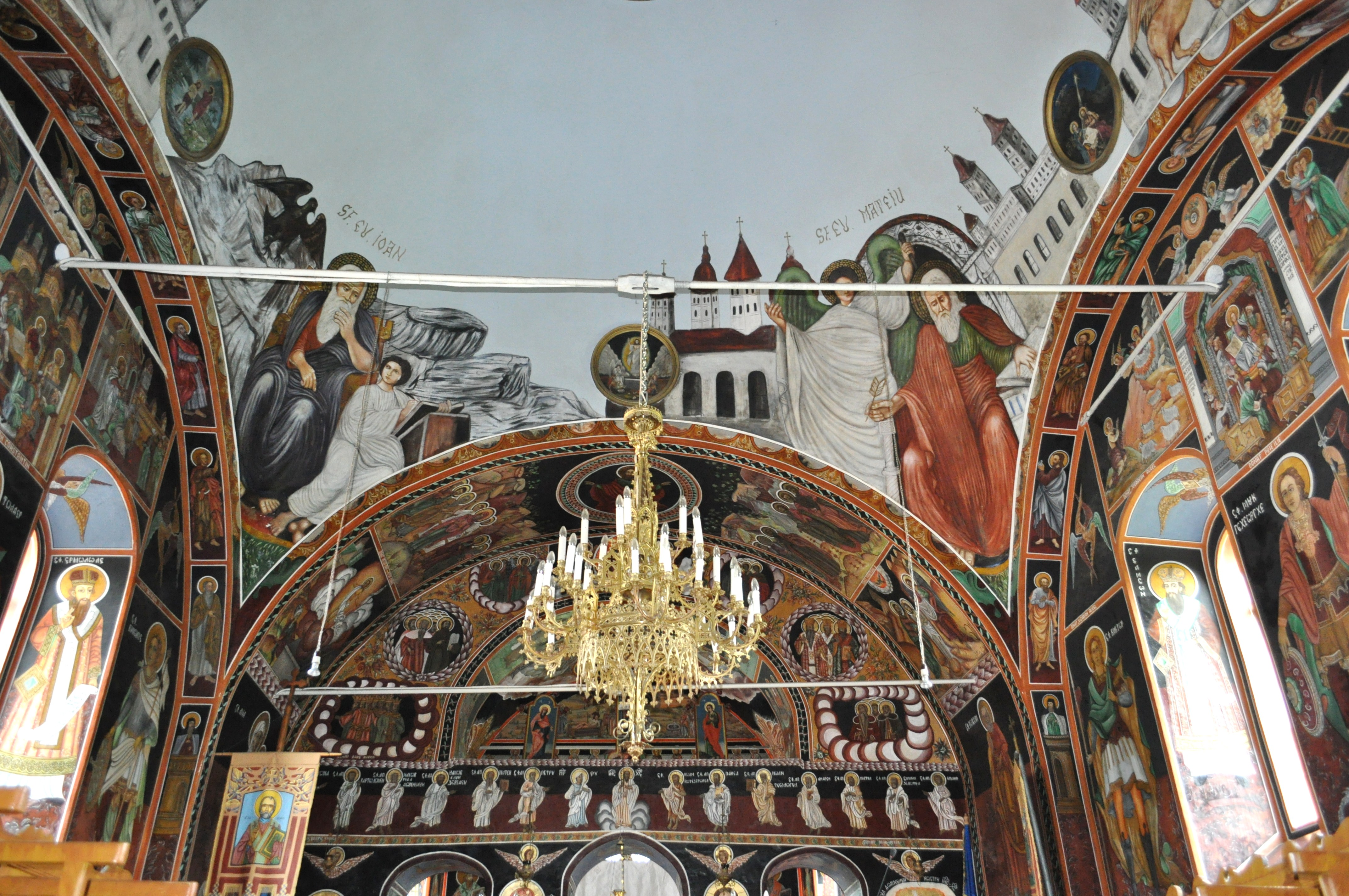
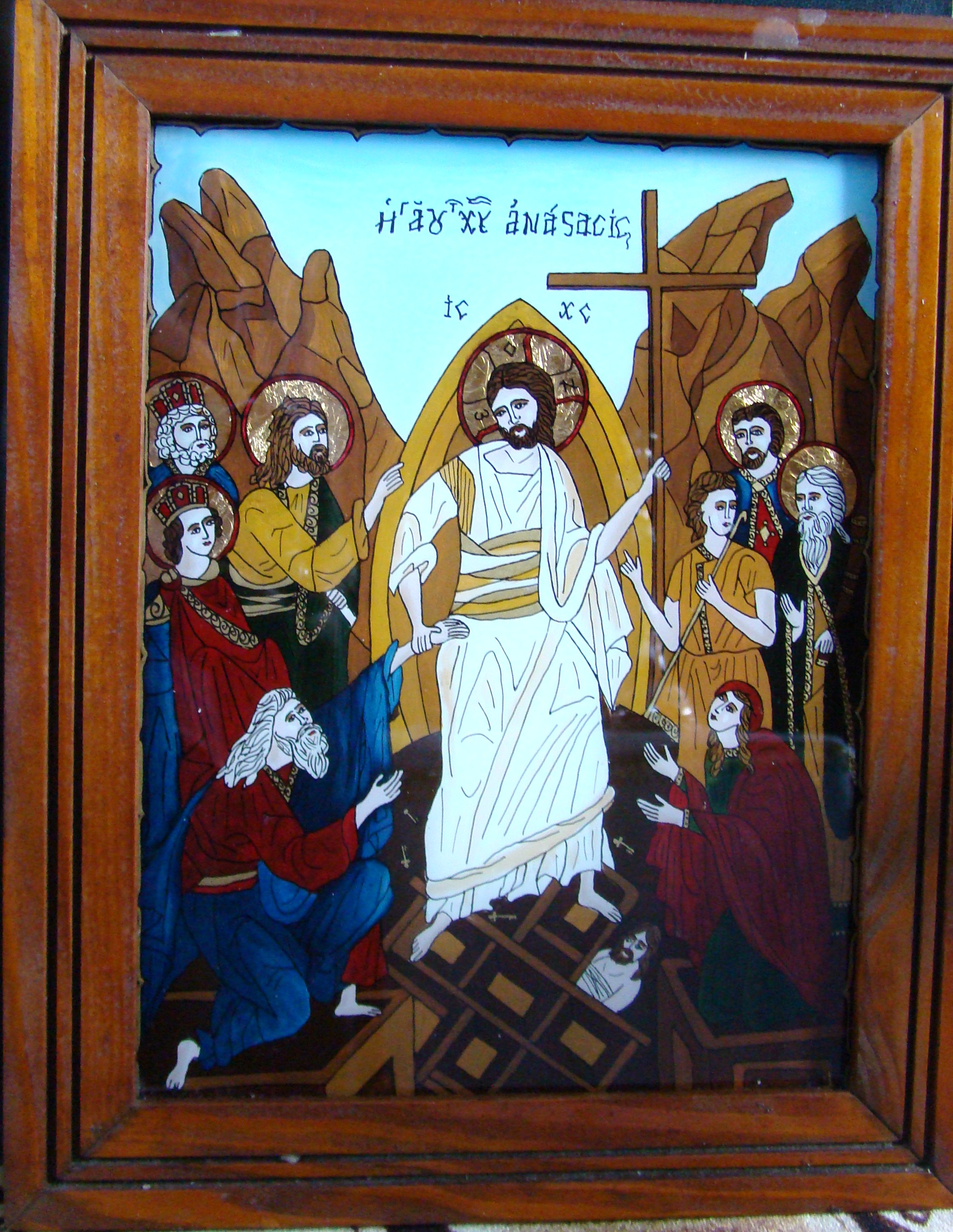
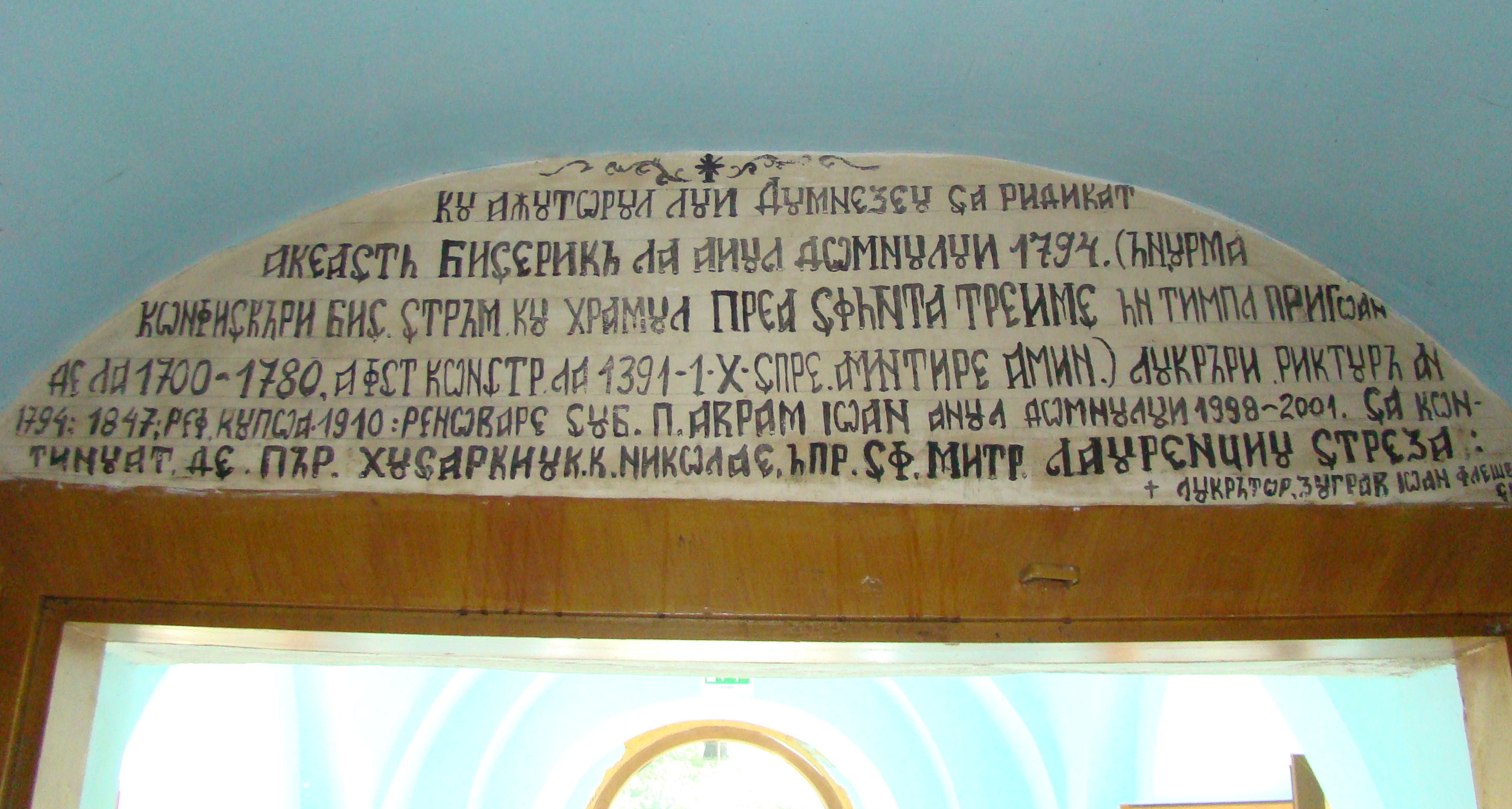
Inscripție chirilică din anul 2001
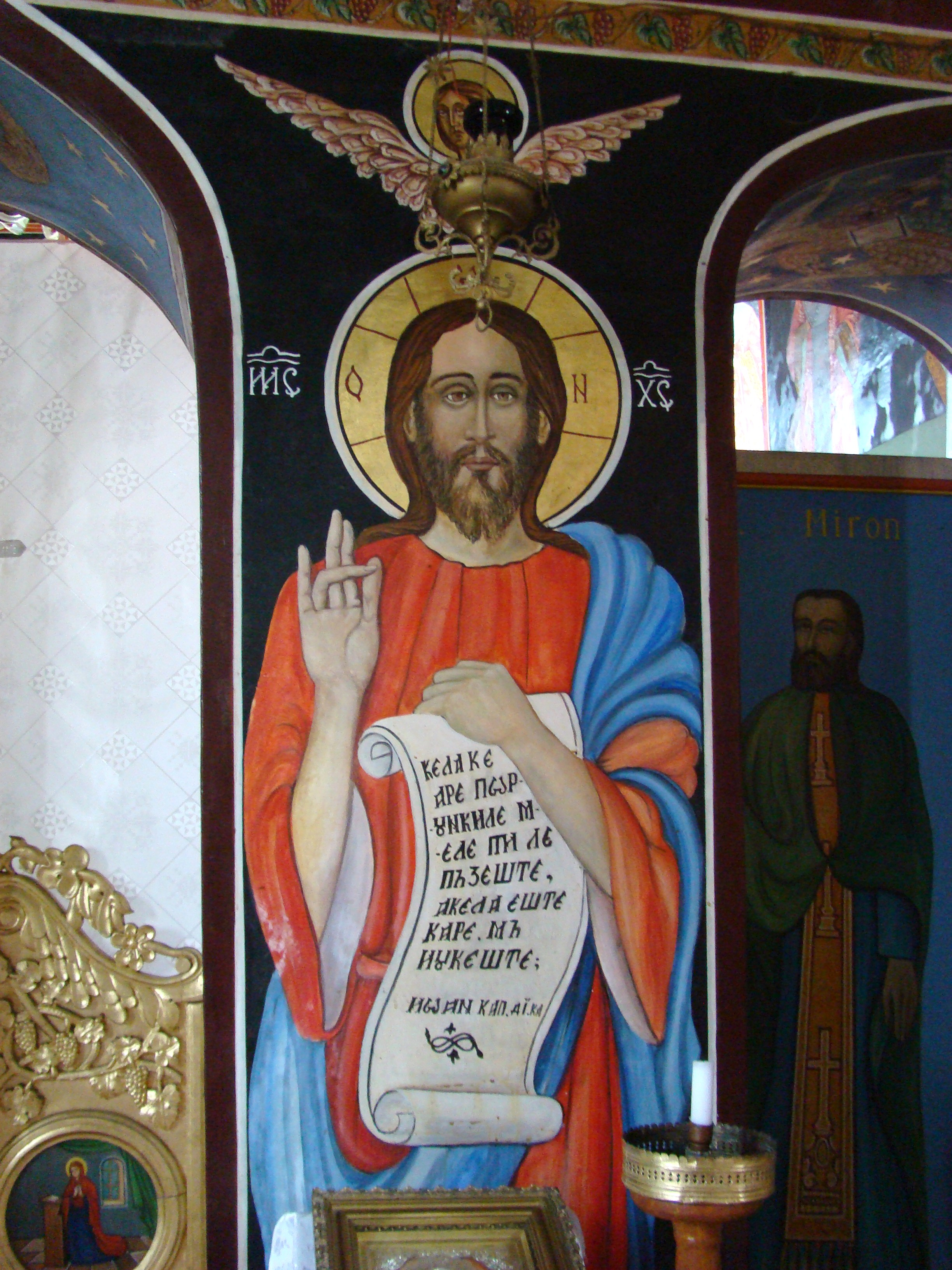
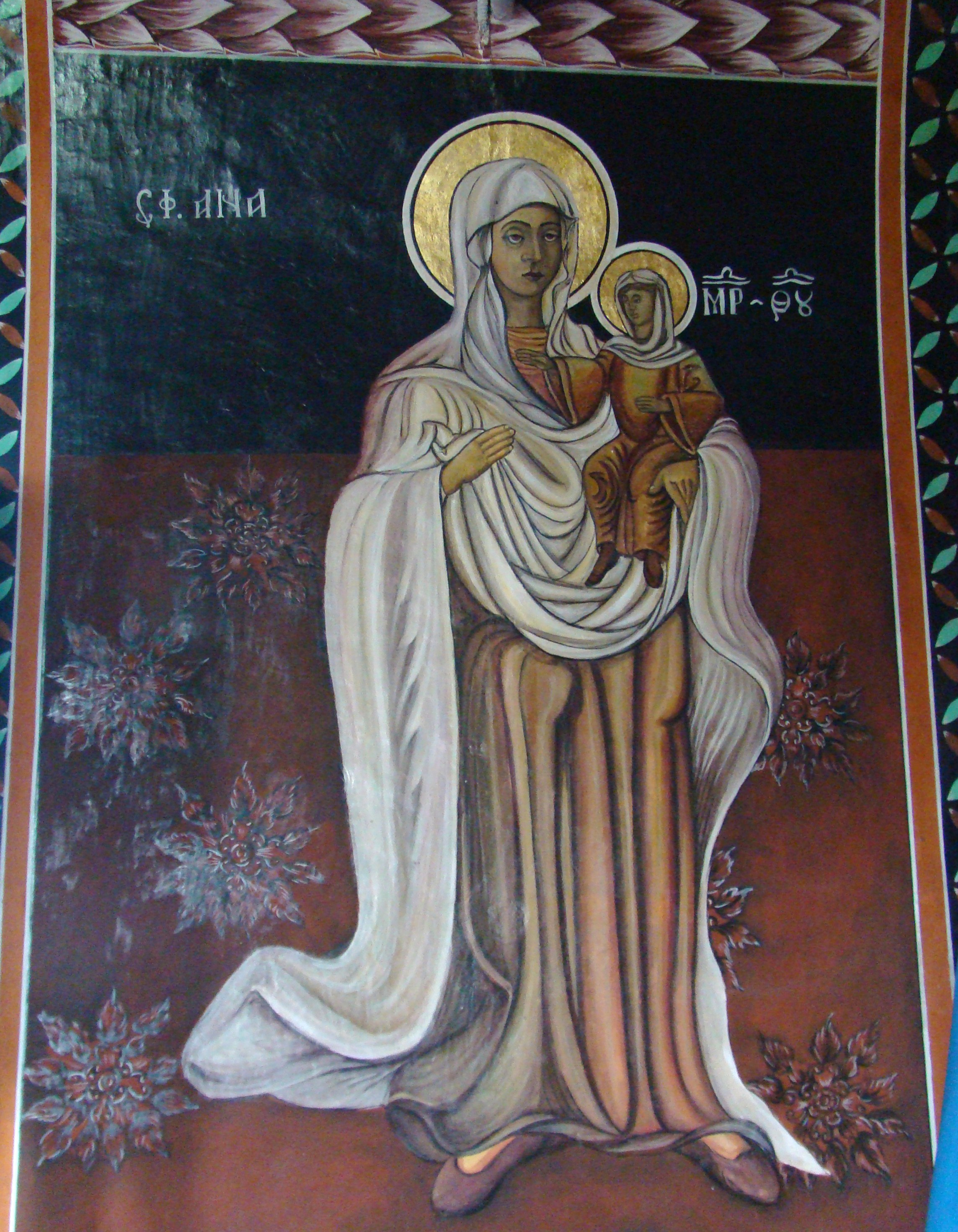
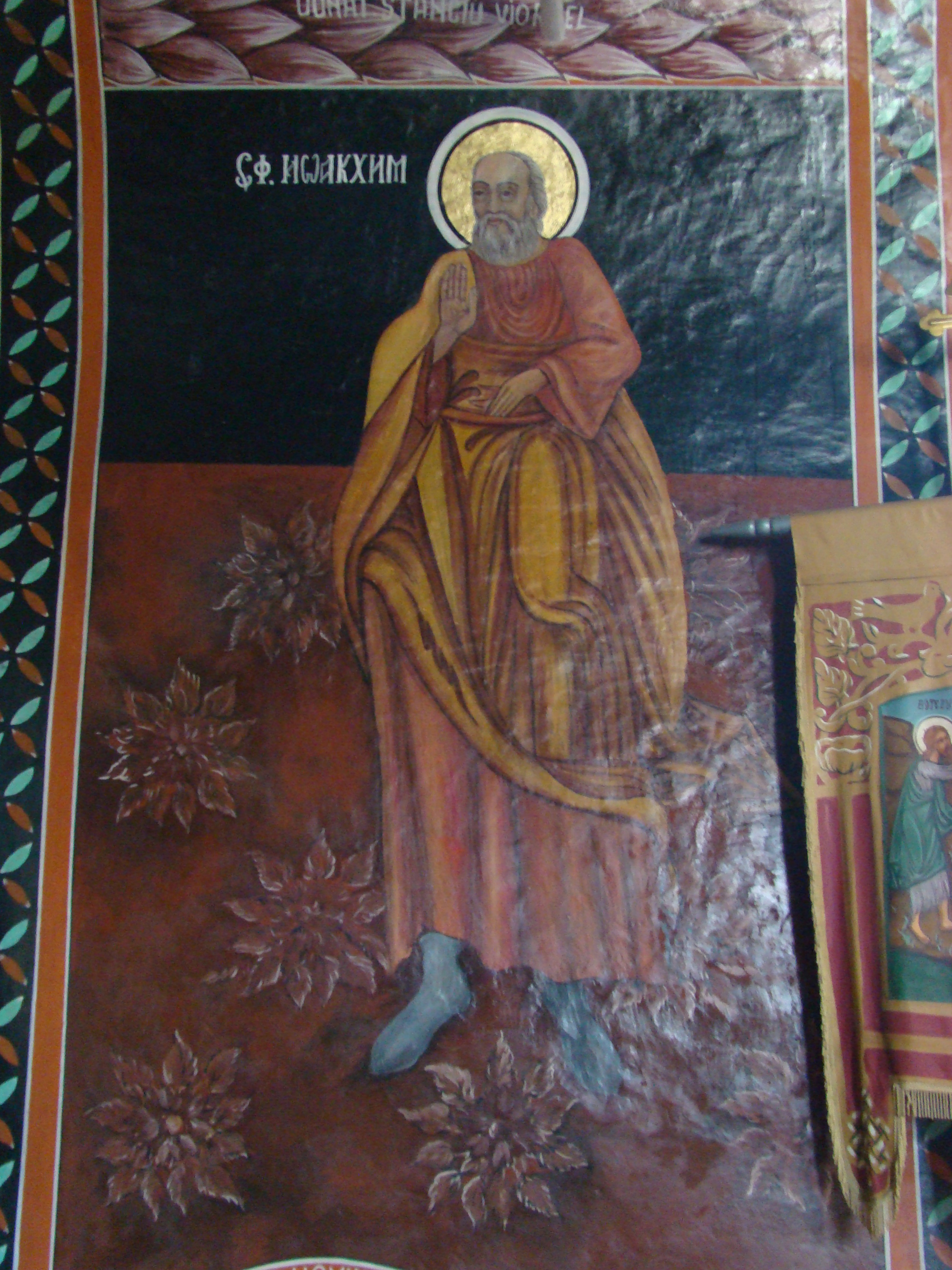
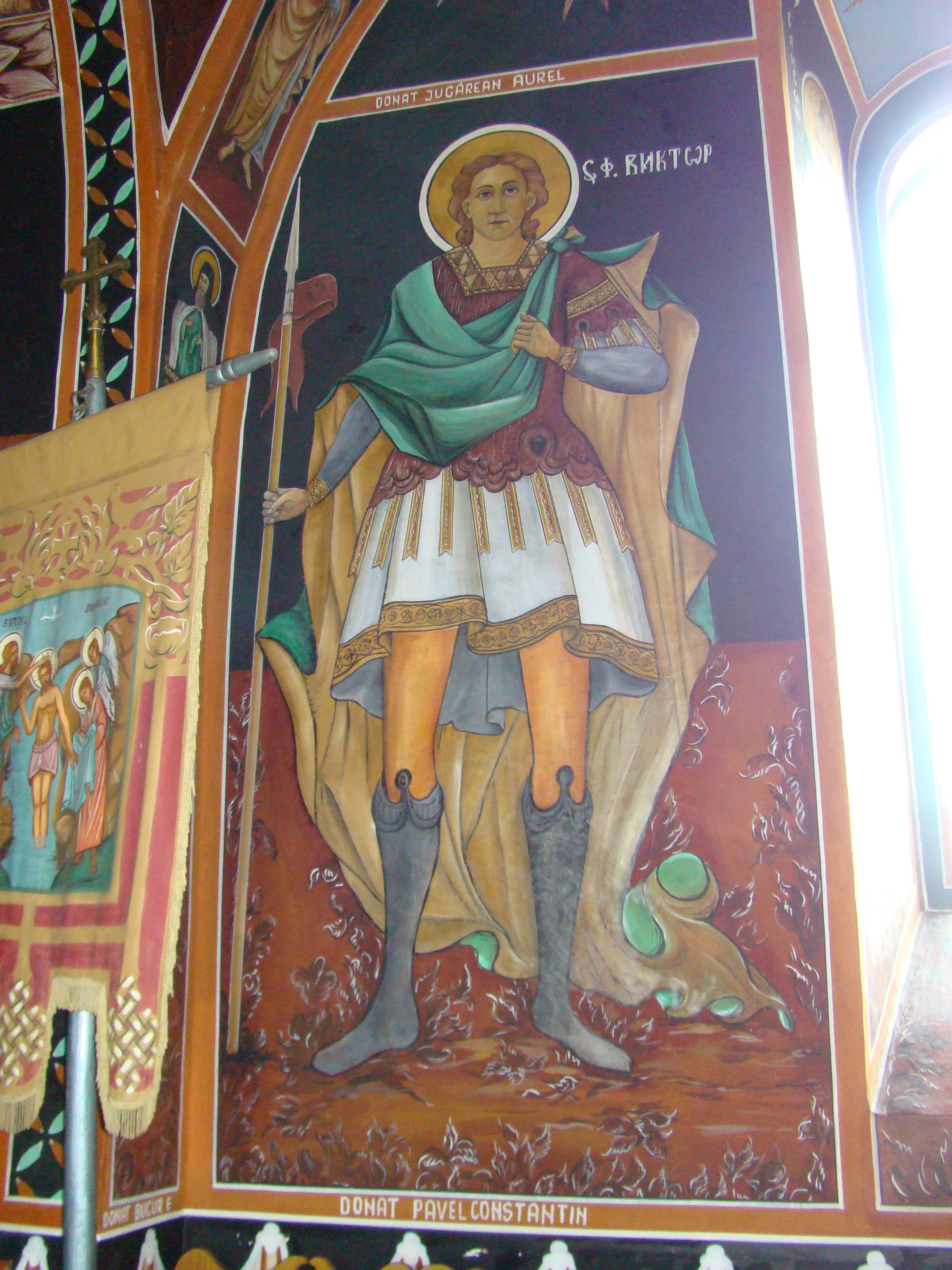
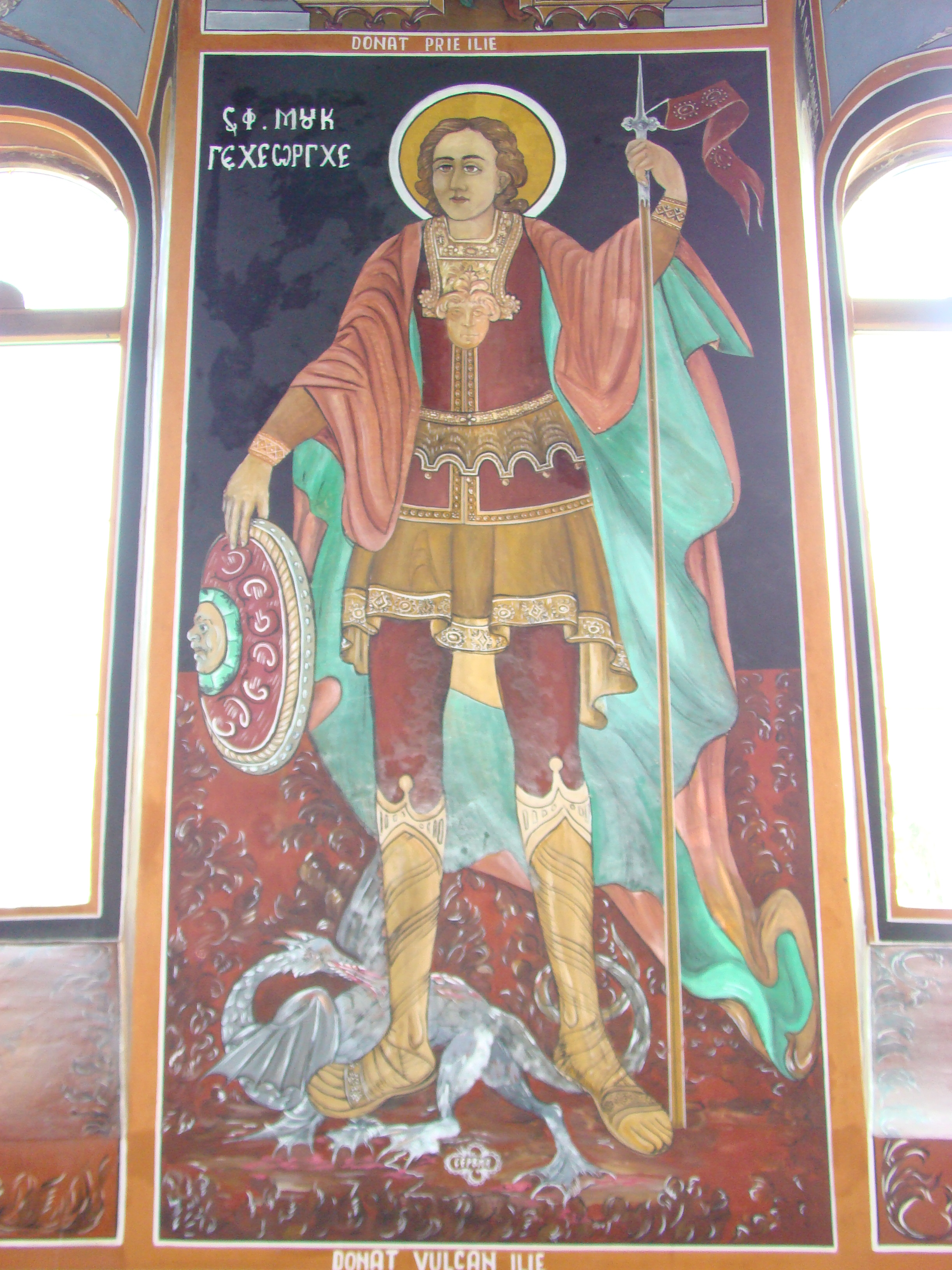
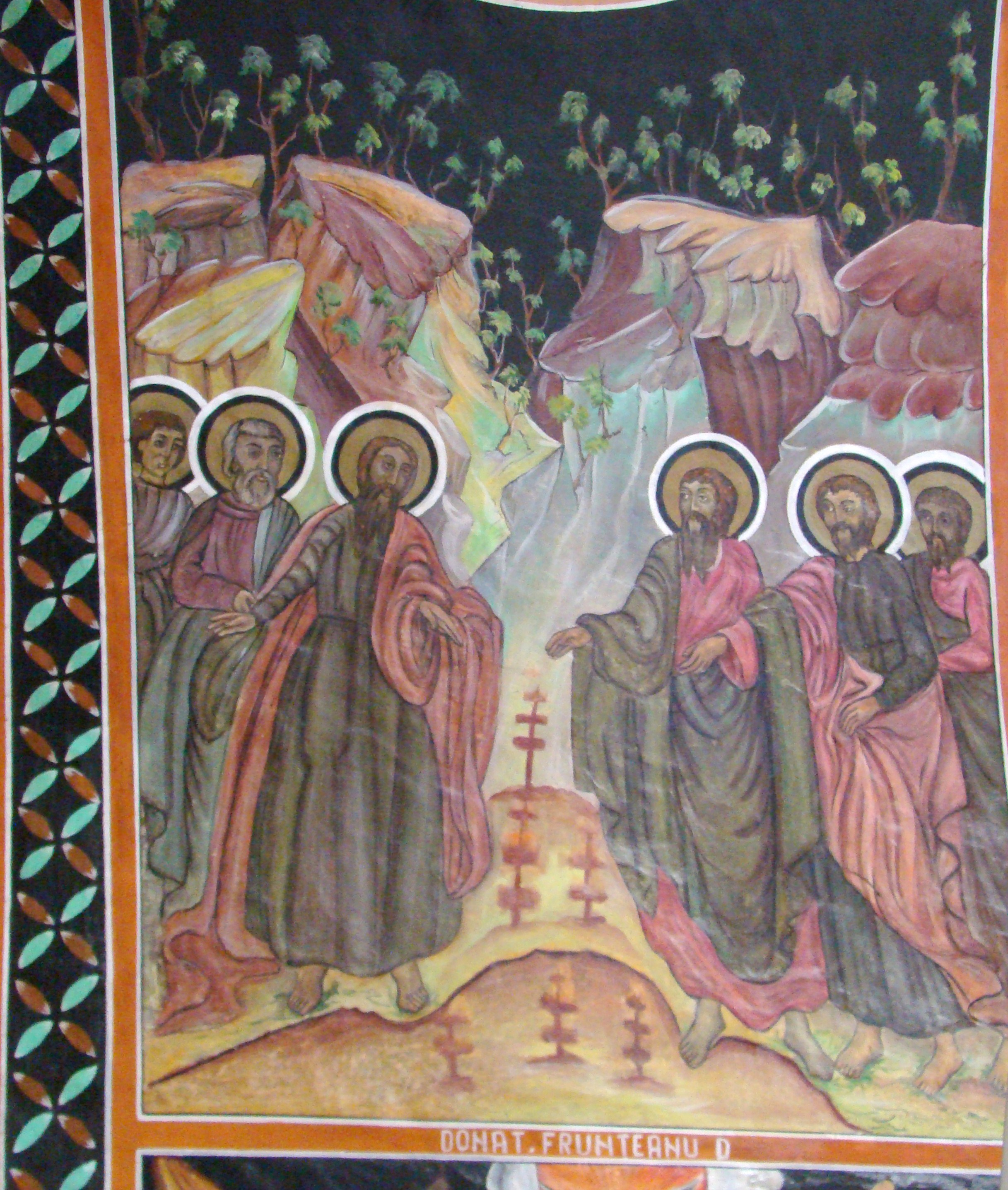
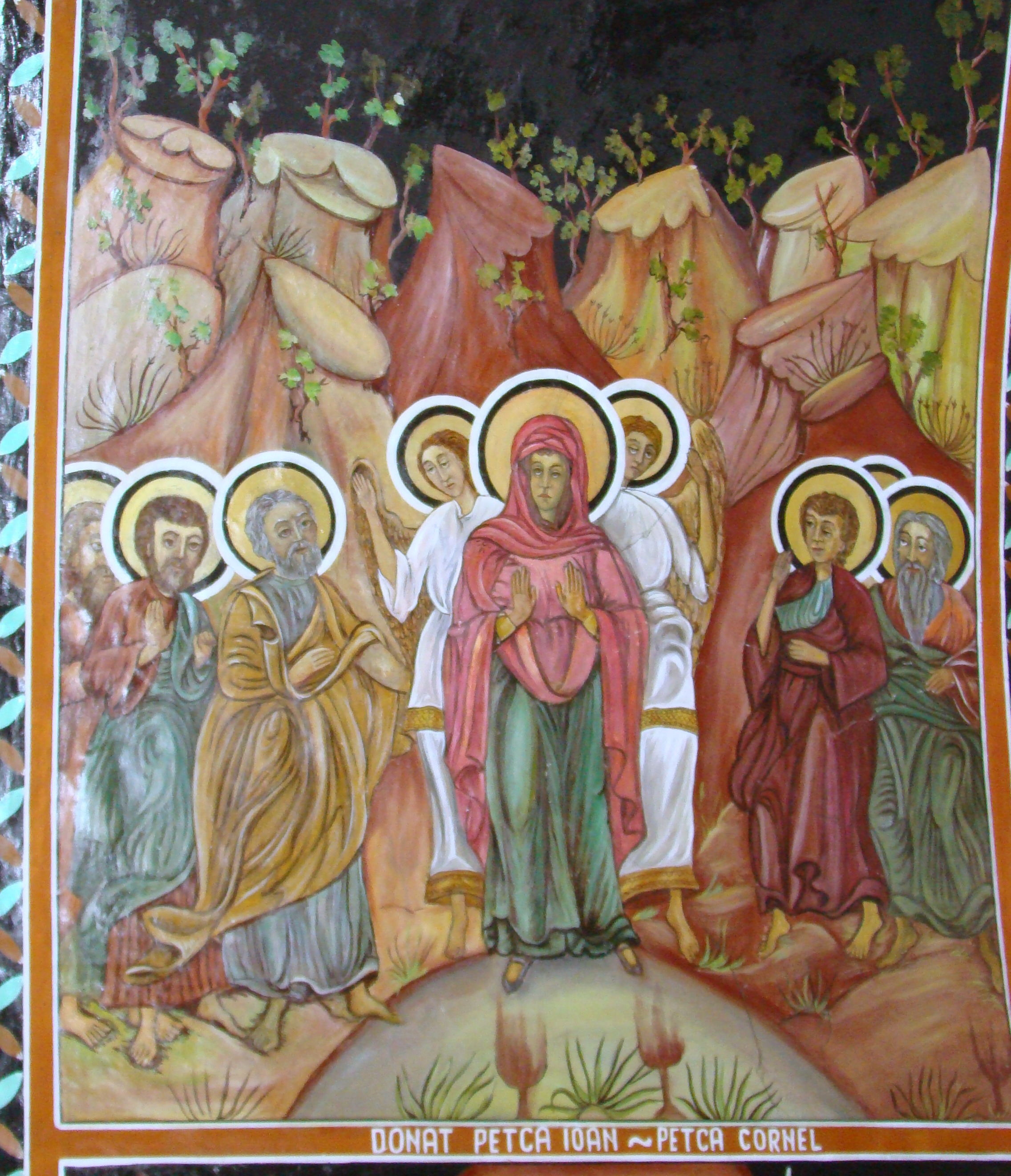
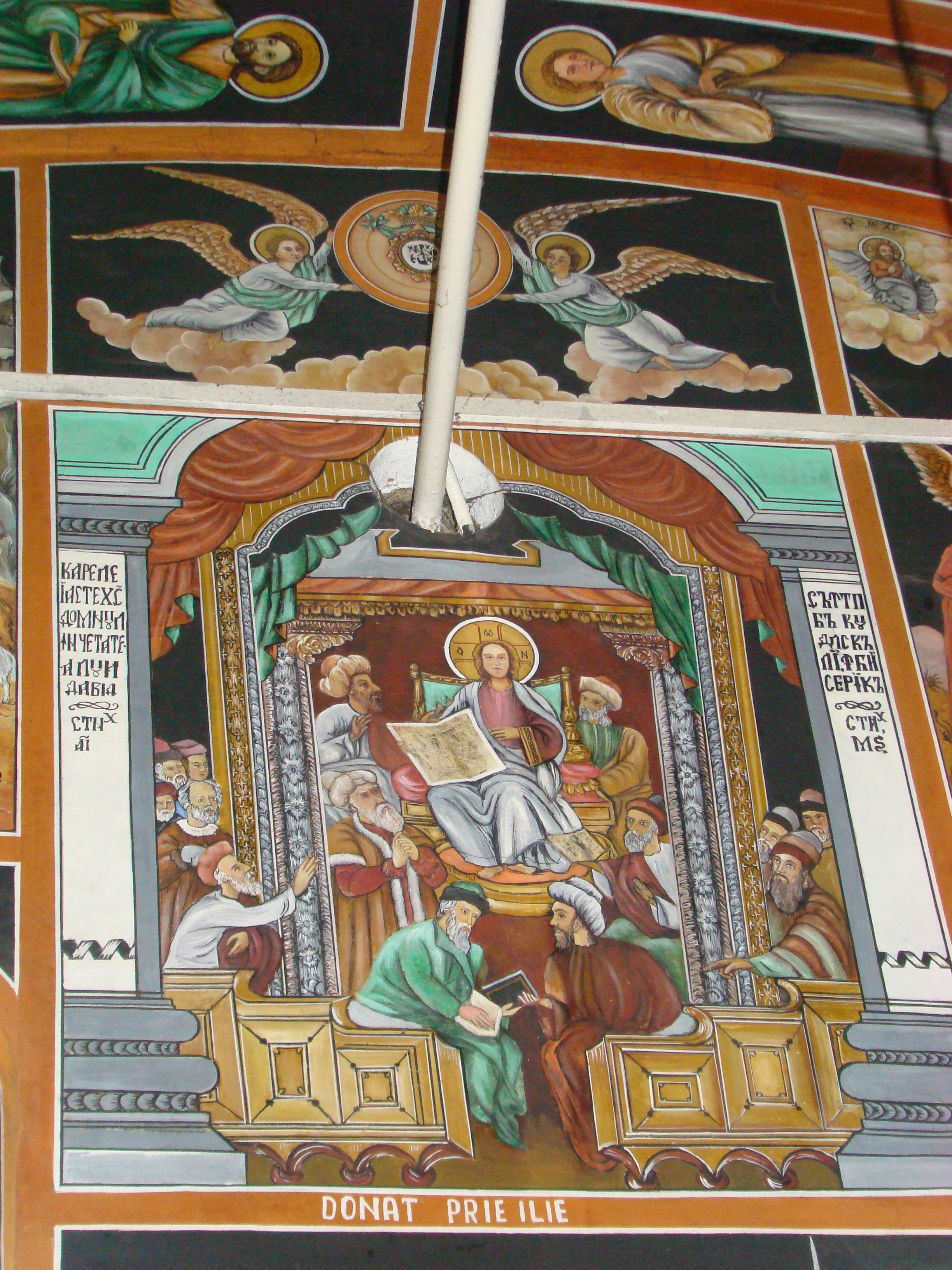
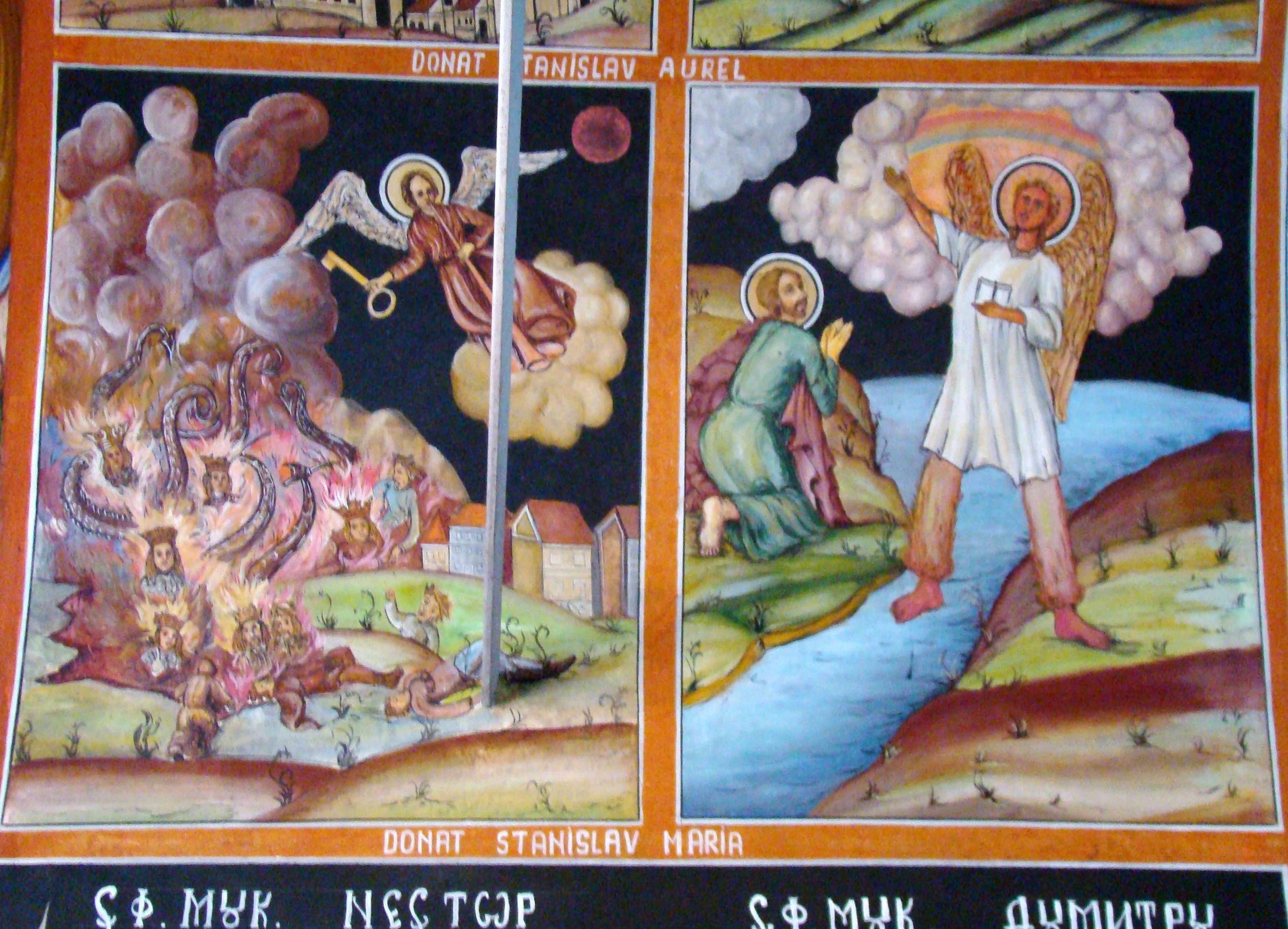
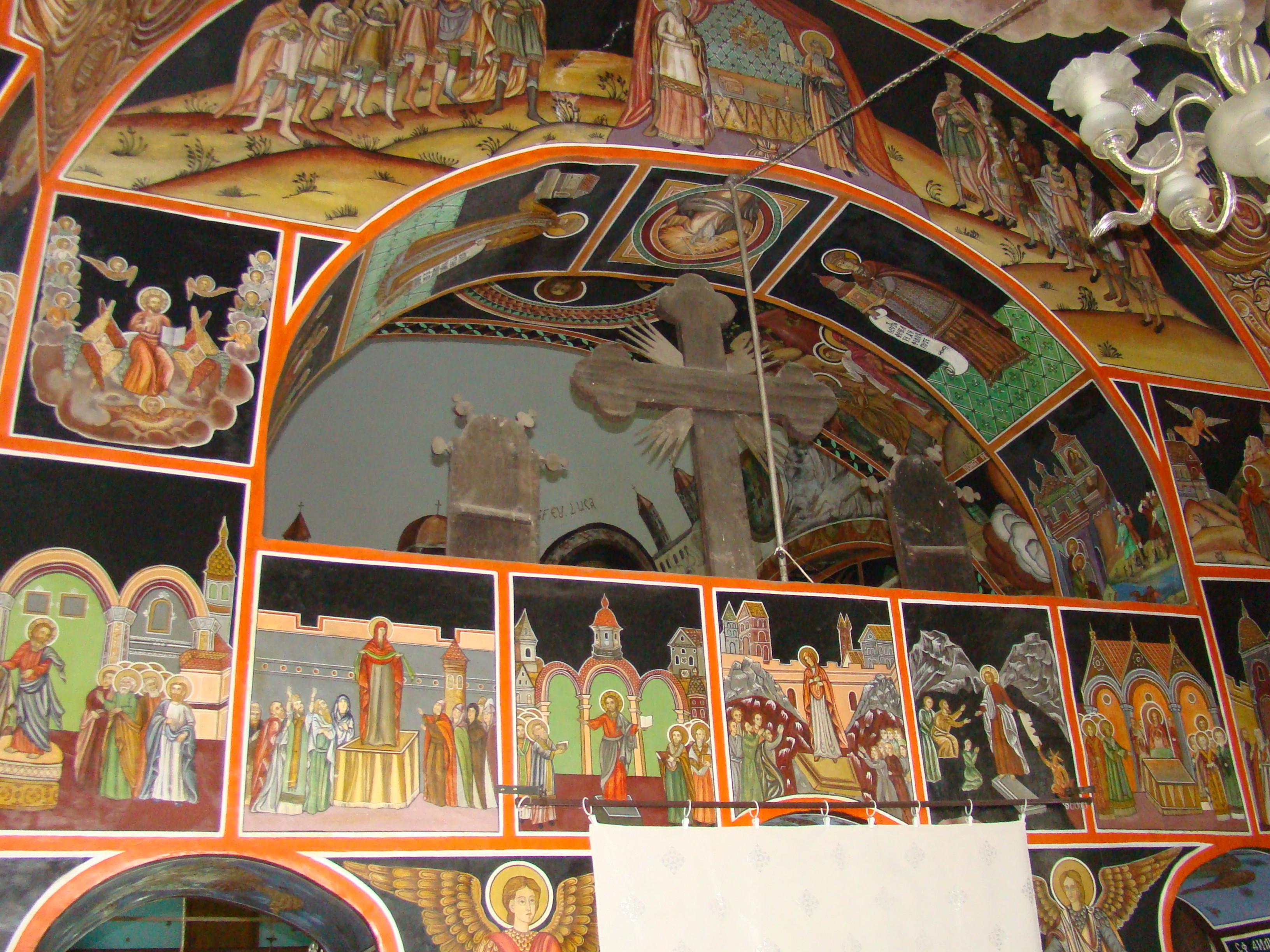
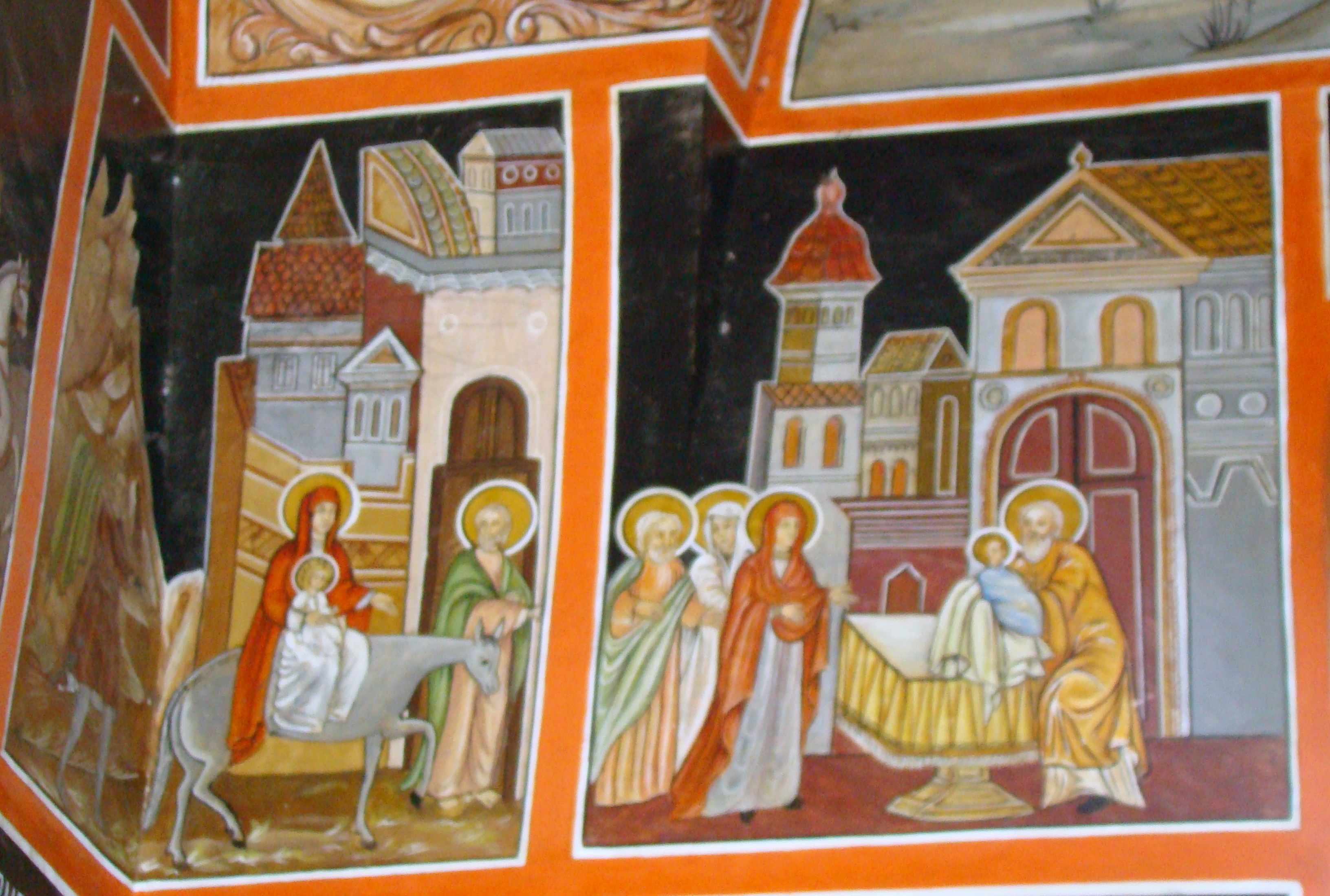
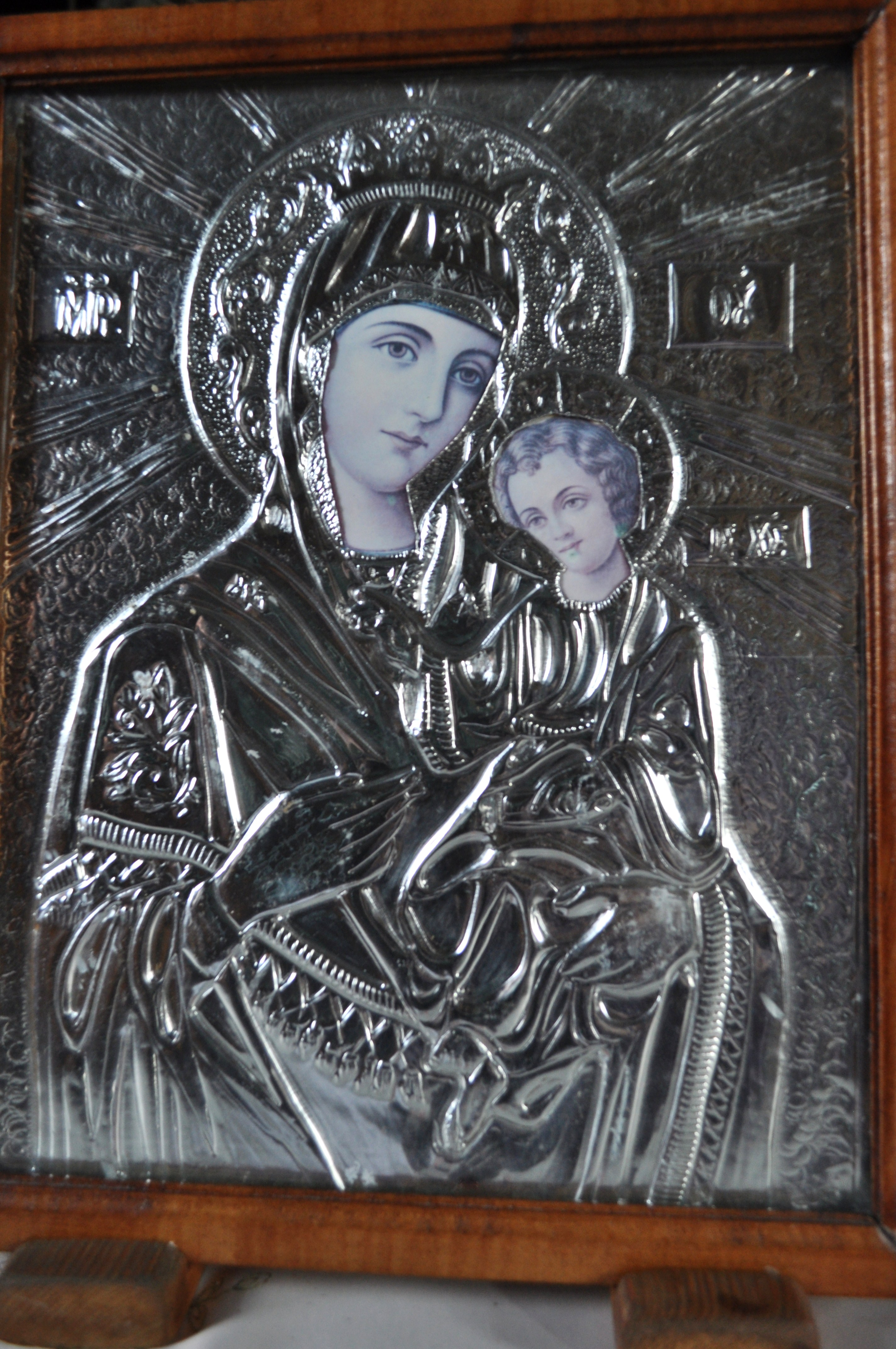
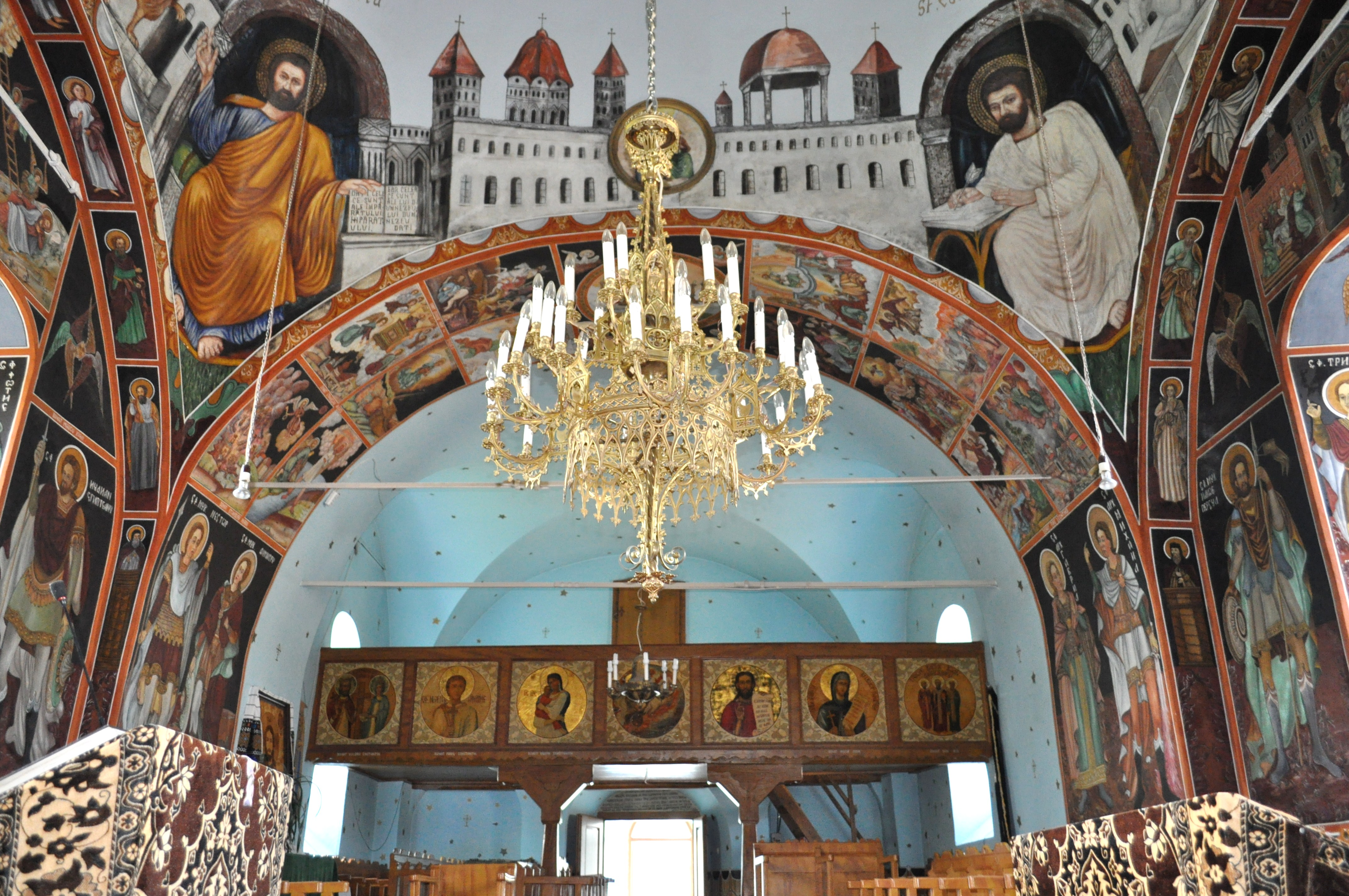